# John Brown (attivista)
John Brown (Torrington, 9 maggio 1800 – Charles Town, 2 dicembre 1859) è stato un attivista statunitense, fautore dell'abolizionismo e dedito alla causa della Ferrovia Sotterranea, che sosteneva l'insurrezione armata come l'unico modo per eliminare la schiavitù.
Attirò per la prima volta l'attenzione su di sé quando guidò piccoli gruppi di volontari durante la crisi del Bleeding Kansas negli anni 1855-1860, insoddisfatto del pacifismo propugnato dal movimento abolizionista organizzato: "questi uomini parlano e basta, ciò di cui abbiamo bisogno è invece l'azione!". Nel maggio del 1856, assieme ai suoi sostenitori, uccise cinque coloni schiavisti nel massacro del Pottawatomie, risposta al saccheggio di Lawrence da parte delle forze favorevoli allo schiavismo. Brown poi comandò le forze degli anti-schiavisti nella battaglia di Black Jack (2 giugno) e nella battaglia di Osawatomie (30 agosto).
Nel 1859 condusse un'incursione all'arsenale di Harpers Ferry (un'armeria federale nell'odierna Virginia Occidentale) per avviare un movimento di liberazione tra gli schiavi; sequestrò dei civili, ma sette persone rimasero uccise e più di dieci ferite. Intendeva armare gli schiavi ma l'attacco fallì. Dopo 36 ore, gli uomini di Brown erano in parte fuggiti, in parte uccisi e in parte catturati, dopo scontri con agricoltori locali, truppe della milizia e dello United States Marine Corps, guidati da Robert Edward Lee. Brown venne processato per tradimento contro il Commonwealth della Virginia per l'omicidio di cinque persone e per incitazione alla rivolta degli schiavi locali; dichiarato colpevole, fu impiccato nel dicembre 1859.
Gli storici concordano sul fatto che la sua incursione a Harper's Ferry aumentò le tensioni che portarono alla secessione del Sud un anno dopo e alla guerra di secessione americana. Il raid di Brown catturò l'attenzione della nazione intera; i sudisti temettero che fosse solo il primo di molti "complotti nordisti" tesi a provocare una ribellione generale degli afroamericani, che avrebbe potuto mettere in pericolo le loro vite; i repubblicani presero le distanze dall'incursione e affermarono che non avrebbero interferito con la schiavitù nel Sud.
Gli venne dedicata una canzone divenuta subito assai popolare, John Brown's Body, marcia e inno di battaglia informale delle truppe della Union Army durante la successiva guerra di secessione. Le tattiche utilizzate lo rendono ancora oggi una figura controversa. A volte viene ricordato come un eroe e un visionario, talvolta invece vilipeso come un pazzo e un terrorista.
Lo storico James William Loewen esaminò i libri di testo della storia degli Stati Uniti d'America e notò che gli studiosi consideravano Brown perfettamente sano di mente fino al 1890 circa, per poi essere generalmente ritratto come folle dal quel momento in poi fino a circa il 1970.

La firma autografa del capitano Brown.

## Giovinezza
(Raimondo Luraghi.)

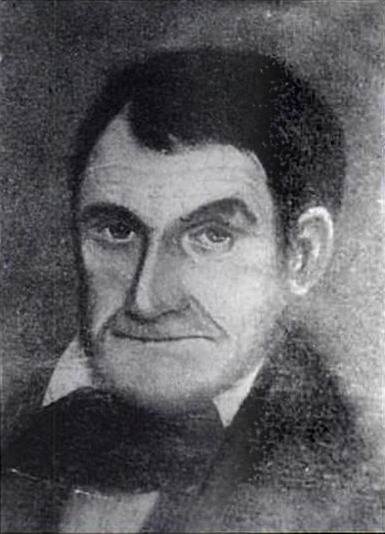
Owen Brown Sr. (data sconosciuta).

John Brown nacque il 9 maggio del 1800 a Torrington (Connecticut), quarto degli otto figli di Owen Brown (1771-1856) e Ruth Mills (1772-1808) e nipote del capitano John Brown (1728-1776); in seguito credette di poter rintracciare i propri antenati tra i puritani inglesi del XVII secolo, con ascendenze riconducibili ai Padri Pellegrini.

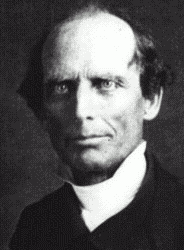
Ritratto del riformatore sociale e predicatore abolizionista Charles Grandison Finney, uno dei leader carismatici del Secondo grande risveglio.

Quando aveva 5 anni la famiglia si dovette trasferire a Hudson (Ohio) ove il padre aprì un'attività conciaria; questi sarà un forte sostenitore dell'Oberlin College fin dalle sue prime fasi, anche se col tempo diverrà sempre più critico nei confronti della concezione di "perfezione cristiana" promossa dall'istituzione scolastica facente capo al metodismo e resasi già particolarmente celebre grazie alla predicazione e all'insegnamento di Charles Grandison Finney e di Asa Mahan.
Il capofamiglia Owen ebbe per un certo lasso di tempo come apprendista Jesse R. Grant, il futuro genitore del comandante dell'Union Army Ulysses S. Grant.
Brown ritirò la propria appartenenza alla Chiesa congregazionalista nel corso degli anni 1840 e non si unì mai ufficialmente a nessun'altra delle confessioni cristiane, ma sia lui che il padre Owen rimasero credenti nell'evangelicalismo abbastanza convenzionali per il periodo in questione, incentrati sulla ricerca della "rettitudine personale".
La fede religiosa del futuro capitano è abbastanza ben documentata nelle carte del reverendo Clarence Gee, un esperto della famiglia Brown, conservate nella "Hudson [Ohio] Library and Historical Society". Fin dalla più tenera età imparò a diventare un devoto lettore dei Testi sacri e fu educato a pensare e ad operare assumendo il testo biblico come ispiratore e guida.
A 8 anni perse la madre e per lui fu un colpo terribile; da quel momento in avanti sviluppò una malinconia profonda, difesa da uno schermo di ritrosia. Il padre, risoluto abolizionista, non tardò a insegnare anche al figlio i valori ideali della libertà: a 12 anni conobbe un bambino schiavo coetaneo, episodio che lo turbò quando confrontò la propria condizione con la sua. John, da buon puritano, fu portato a pensare che quel piccolo "nero" aveva un padre, Dio: di conseguenza il proprietario di schiavi peccava contro l'Altissimo. Allora giurò guerra implacabile e odio inestinguibile allo schiavismo; intraprese questa con fiero entusiasmo e contemporaneamente con l'intolleranza di un antico crociato..
Giunto all'età di 16 anni, l'adolescente John lasciò la casa paterna per recarsi a Plainfield, nel Massachusetts, ove s'iscrisse ad un programma di preparazione professionale; poco più tardi si ritrovò alla Morris Academy di Litchfield, nel Connecticut, (fondata dall’ufficiale dell'Esercito Continentale James Morris III).
Pare assodato che in questo periodo sperasse ancora di poter diventare un pastore congegrazionalista, ma aveva pochi risparmi e cominciò a soffrire di una fastidiosa infiammazione agli occhi; ciò lo costrinse ad abbandonare la Morris Academy e a fare ritorno nell'Ohio. A Hudson lavorò brevemente nella conceria del padre, prima di riuscire ad aprirne una propria appena fuori dalla città, usufruendo della collaborazione del fratello adottivo. Le sue letture della gioventù furono le biografie di Cromwell, dei rivoluzionari francesi, di Napoleone Bonaparte, di Spartaco e Quinto Sertorio, poi anche le Vite parallele di Plutarco; in tal modo apprese a valutare in una maniera intrisa di romanticismo la funzione creatrice delle grandi personalità storiche. Conobbe le vicende della rivoluzione haitiana (il primo Stato a maggioranza africana libero nel mondo). Si rafforzò nell'odio ai tiranni, come ai loro tempi già avevano fatto Marco Giunio Bruto e Marco Porcio Catone: ma Brown unì alla fierezza del rivoluzionario il sentimento moralistico e l'intransigenza implacabile del fondatore di religioni o del profeta biblico.

## Famiglia e carriera
Nel 1820 sposò Dianthe Lusk ed il loro primo figlio, John Brown Jr., nacque 13 mesi più tardi. Cinque anni dopo la nuova famiglia si trasferì a New Richmond nella Contea di Crawford, in Pennsylvania, dove acquistò 200 acri (all'incirca 81 ettari) di terra; ne liberò un ottavo per costruirvi una capanna di tronchi, un fienile e un laboratorio da conciatore. Il "John Brown Tannery Site" è stato inserito nel "National Register of Historic Places" nel 1978.

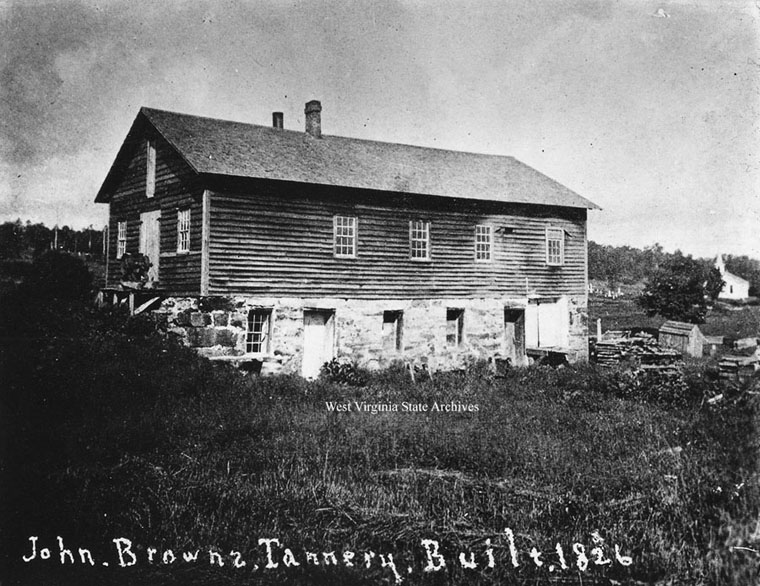
L'abitazione di John Brown a New Richmond nella contea di Crawford (Pennsylvania).

Nel giro di un anno giunse ad impiegare fino a 15 assistenti ed apprendisti; Brown ottenne inoltre un discreto successo finanziario tramite l'allevamento del bestiame e l'agrimensura. Riuscì in tal modo a contribuire alla creazione di un ufficio postale e alla fondazione di una scuola locale. In questo periodo gestì anche una rete commerciale inter-statale coinvolgente la compravendita di capi d'allevamento e cuoio assieme a un parente, Seth Thompson, originario dell'Ohio Orientale.
Nel 1831 uno dei figli morì; Brown stesso si ammalò e le imprese che a lui facevano capo cominciarono a risentirne, lasciandolo alla fine con numerosi debiti non saldati. Nell'estate del 1832 anche la moglie morì, poco dopo aver partorito un neonato troppo precoce nato morto. Già il 14 giugno dell'anno seguente sposò, a 33 anni, la sedicenne Mary Ann Day (15 aprile 1817 - 1º maggio 1884), originaria della contea di Washington (New York), con cui ebbe 13 figli, oltre ai 7 del suo precedente matrimonio.

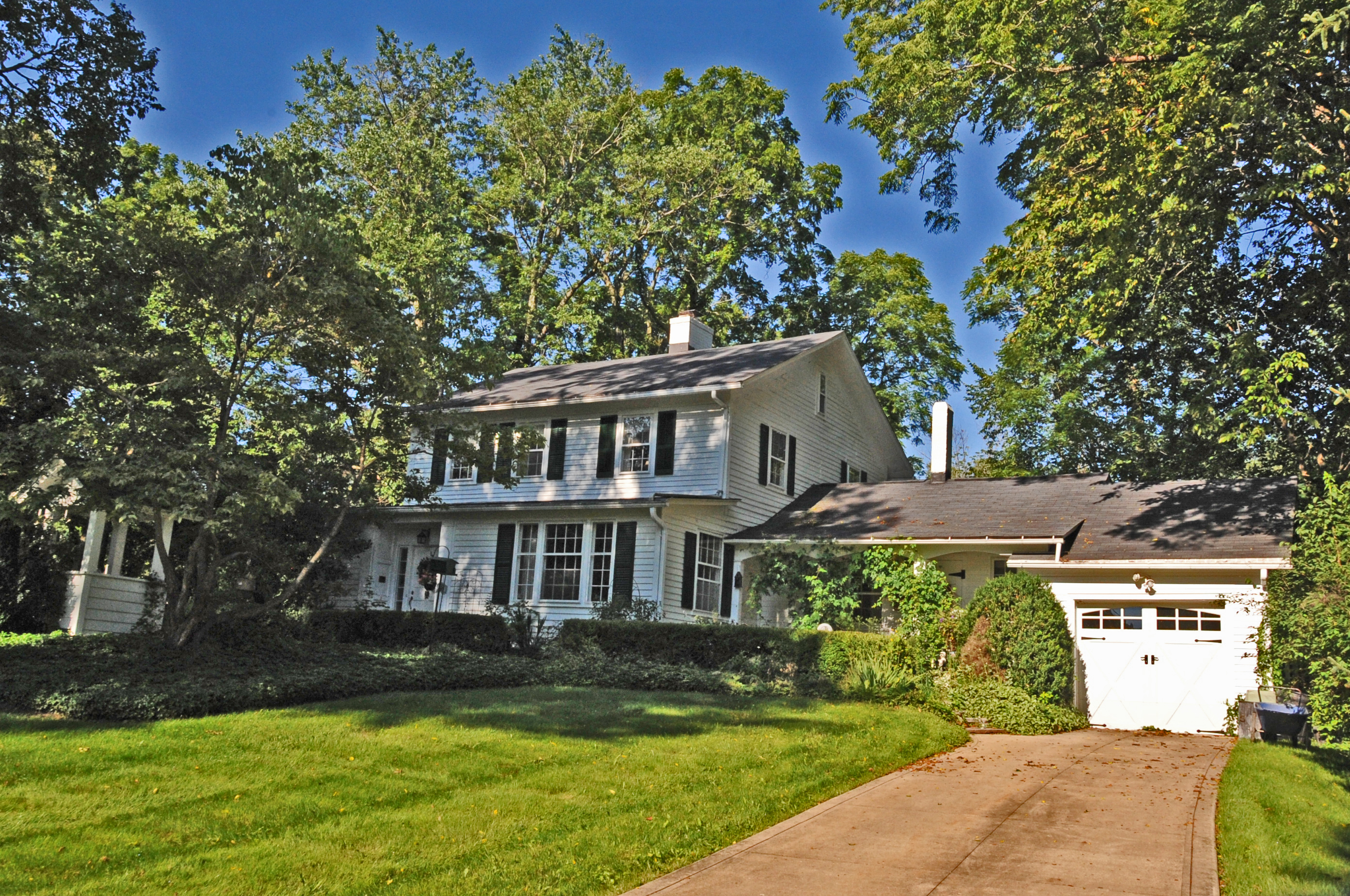
La "John Brown Farmhouse" a Hudson (Ohio).

Nel 1836 si trasferì di nuovo, questa volta a Franklin Mills (cittadina successivamente ribattezzata col nome di Kent in onore dell'industriale ferroviario Marvin Kent). Qui prese in prestito del denaro per poter comprare alcuni terreni della zona, costruendo e gestendo una conceria affacciata sul fiume Cuyahoga e usufruendo dell'apporto societario del banchiere Zenas Kent. I due subirono gravi perdite finanziarie a causa della vasta crisi che sopraggiunse di lì a breve, (nel 1839), che colpì le regioni del West ben più severamente di quanto non fece il panico del 1837. In Ohio si assisteva a forti tendenze all'indebitamento e molti uomini d'affari come Brown si fidarono troppo del credito e dei titoli di Stato, giungendo a pagarne le conseguenze; nel corso dell'episodio che gli fece perdere la proprietà fu persino incarcerato quando tentò di mantenerne il possesso occupandola contro le pretese del nuovo proprietario.
Provò in molti diversi modi a uscire dai debiti; oltre ai tentativi realizzati nella concia delle pelli e nel commercio del bestiame intraprese anche l'allevamento di cavalli e pecore, che diventò una delle sue attività principali da privato cittadino.
Nel 1837, in risposta all'episodio di linciaggio avvenuto ad Alton (Illinois) del giovane pastore presbiteriano Elijah Parish Lovejoy, un fervente militante dell'abolizionismo, ucciso da una folla di schiavisti, Brown fece il suo giuramento pubblico (reso celebre col nome di "giuramento di Annibale"):
Sin dal 1839 impegnò con un solenne giuramento i figli alla lotta armata volta a distruggere definitivamente la schiavitù dall'intera nazione.
Venne dichiarato insolvente e quindi in stato di fallimento da un tribunale federale il 28 settembre del 1842 e l'anno successivo quattro dei figli morirono di dissenteria; come Louis DeCaro Jr dimostra nel suo abbozzo biografico del 2007, a partire dalla metà degli anni 1840 egli si era ricostruito una seria reputazione come esperto in lana di pecora, entrando in società con il colonnello Simon Perkins di Akron, le cui greggi e fattorie furono gestite dalla famiglia Brown.

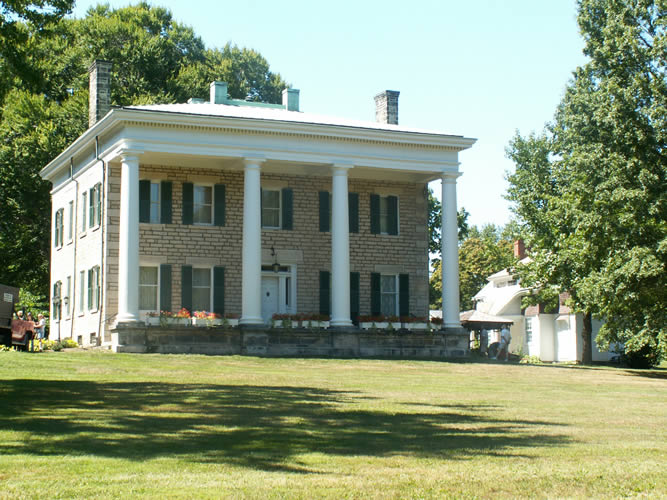
La "Perkins Stone Mansion".

Alla fine Brown traslocò con i figli rimasti in un'abitazione adiacente di fronte alla dimora di Perkins, la "Perkins Stone Mansion" situata proprio sulla cima della "collina di Perkins". La casa di John Brown di Akron è ancora di proprietà privata e viene gestita dalla "Summit County Historical Society".

## Anni cruciali in Massachusetts
(Raimondo Luraghi.)
Nel 1846 Brown e il suo socio in affari Simon Perkins si trasferirono nella città ideologicamente progressista di Springfield. Qui trovò una comunità i cui principali esponenti bianchi - dalla Chiesa di maggior rilevanza agli uomini d'affari più ricchi, ai suoi uomini politici più popolari, ai suoi giuristi locali e persino all'editore di uno dei giornali più influenti della nazione - era profondamente coinvolta nel movimento contro la pratica schiavista.
L'intento di Brown e Perkins era quello di rappresentare gli interessi dei coltivatori di lana dell'Ohio rispetto a quelli dei produttori di lana della Nuova Inghilterra, per cui iniziarono un'attività di intermediazione. Mentre si trovava in città abitò all'indirizzo di 51 Franklin Street.

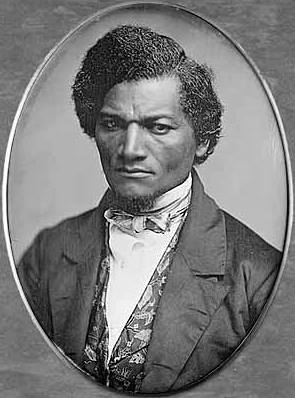
Frederick Douglass conobbe e collaborò con John Brown.

Due anni prima del suo arrivo gli abolizionisti afroamericani di Springfield avevano fondato la "Sanford Street Free Church", esistente ancor oggi con la denominazione di St. John's Congregational Church, che divenne in seguito una delle piattaforme sociali più importanti della nazione per i discorsi abolizionisti.Tra il 1846 e il 1850 fu un assiduo parrocchiano di questa Chiesa libera e qui assistette a innumerevoli conferenze abolizioniste dirette da Frederick Douglass e Sojourner Truth.

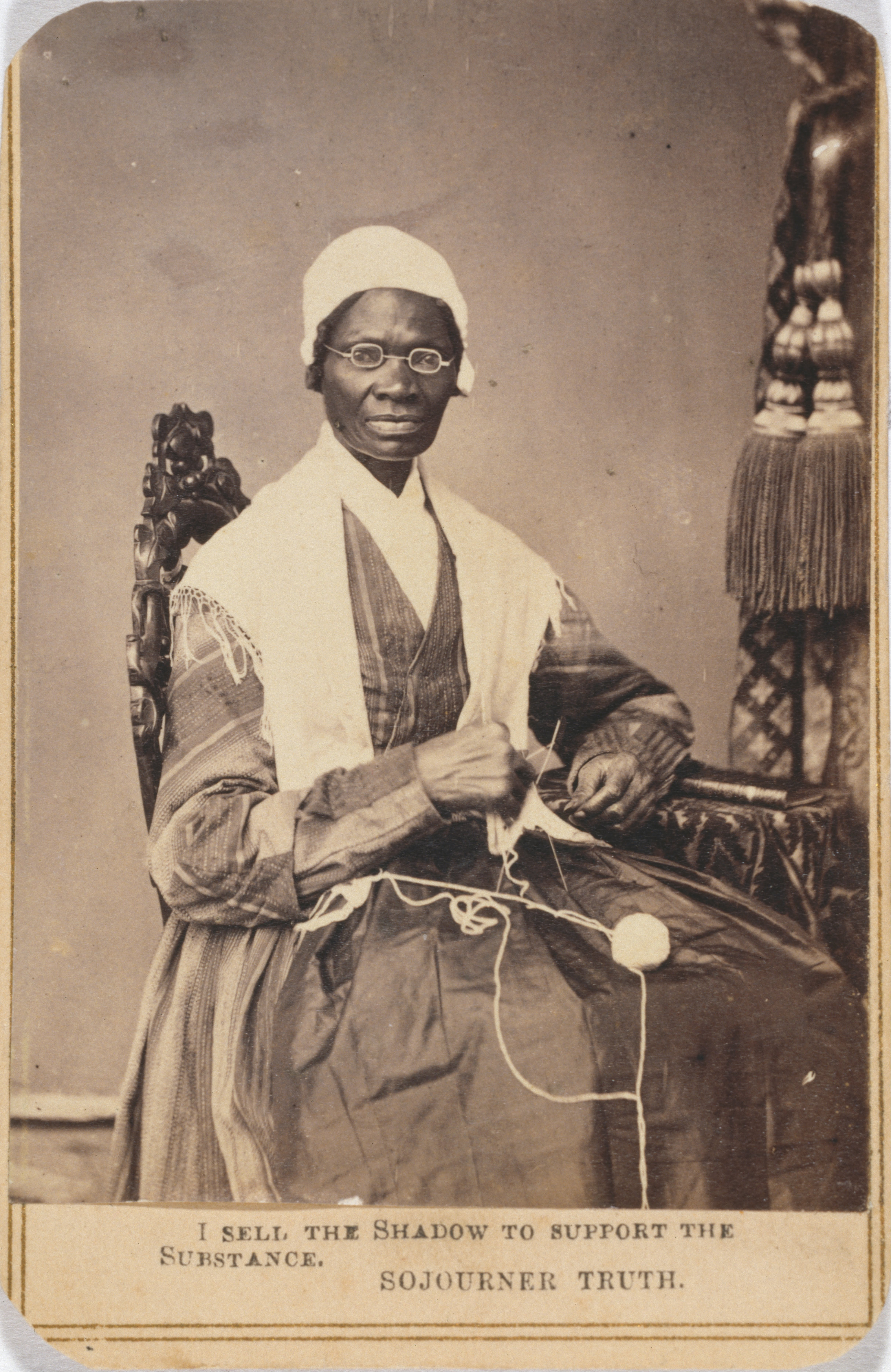
John Brown partecipò a molte delle conferenze indette da Sojourner Truth a sostegno della Ferrovia Sotterranea.

Nel 1847, dopo aver pronunziato un proprio discorso alla "Free Church", Douglass trascorse un'intera nottata parlando e discutendo animatamente con Brown, al cui proposito scrisse:
| "Da quella notte del 1847 trascorsa con John Brown a Springfield, mentre egli continuava a scrivere e parlare contro la schiavitù, divenni tuttavia sempre meno speranzoso in una sua abolizione pacifica.Le mie parole risuonarono sempre più del colore delle forti impressioni suscitate da quest'uomo". |

Il capitano gli spiegò con dovizia di particolari che occorreva penetrare nel Sud alla testa di uomini armati e accendervi tra gli schiavi la fiamma dell'insurrezione, allora sarebbe stato possibile rifugiarsi tra le valli impervie e quasi inaccessibili del fiume Allegheny e condurvi la guerriglia a tempo indeterminato. Era nata in lui la decisione di scatenare contro i sudisti la guerra per bande. Contemporaneamente Brown si impegnò profondamente per trasformare la città in uno dei centri principali dell'abolizionismo e in una delle fermate più sicure e importanti della Ferrovia Sotterranea.
Ebbe anche modo d'imparare molto sull'élite mercantile del Massachusetts, conoscenza che gli fu utile soprattutto nel corso del Bleeding Kansas e durante la preparazione del raid di John Brown contro Harpers Ferry. La comunità imprenditoriale reagì con esitazione quando Brown chiese di modificare la loro pratica altamente redditizia di vendere lana di bassa qualità in massa a prezzi estremamente contenuti. In un primo tempo Brown si fidò ingenuamente, ma presto si rese conto ch'essi erano determinati a mantenere il controllo sui prezzi; inoltre alla periferia gli allevatori della Connecticut River Valley rimanevano sostanzialmente disorganizzati ed esitanti a cambiare radicalmente i metodi di produzione per poter aumentare la qualità. Nell'"Ohio Cultivator" Brown ed altri produttori si lamentavano del fatto che le tendenze agricole predominanti stavano abbassando i prezzi della lana esportata. In reazione a ciò, tentò un ultimo sforzo per evitare l'élite mercantile cercando un'alleanza diretta con i produttori europei; ma fu alla fine deluso nell'apprendere che Oltreoceano preferivano comprare in massa le lane del Massachusetts Occidentale ai prezzi economici che avevano ottenuto.
Nell'agosto del 1849 Brown compì un viaggio in Inghilterra per cercare prezzi più alti per la lana di Springfield; esso si rivelò però un fallimento in quanto la sua società subì una perdita di 40.000 dollari, di cui Perkins sopportò il peso maggiore. Disse in seguito di aver
Dopo questo rovescio, la società di intermediazione sulle lane chiuse verso la fine del 1849; successive vertenze legali legarono i soci ancora per diversi anni.

Prima che Brown lasciasse Sprinfield nel 1850, fu approvata la legge sugli schiavi fuggitivi, che imponeva alle autorità degli Stati liberi del Nord di aiutare la cattura e la restituzione al Sud degli schiavi fuggiaschi, imponendo inoltre severe sanzioni a tutti coloro che invece operavano per aiutarne la fuga. In risposta Brown fondò un gruppo militante per impedire la cattura degli ex schiavi, la "League of Gileadites". Il nome proviene dal monte di Galaad menzionato nella Bibbia, il luogo in cui solamente i più coraggiosi appartenenti al popolo ebraico si radunavano per affrontare un nemico invasore; Brown fondò la lega con queste parole:
Lasciando la città, Brown ordinò alla Lega di "agire rapidamente, in silenzio ed efficacemente" a protezione degli schiavi fuggiti fino a Springfield; parole che potrebbero ben prefigurare le azioni successive da lui messe in atto. Dal momento della fondazione della Lega in poi nessuno fu mai più ricondotto in schiavitù una volta giunto a Springfield. Brown donò la propria sedia a dondolo alla madre del suo amato portinaio afroamericano, Thomas Thomas, come ultimo gesto di amicizia ed affetto.

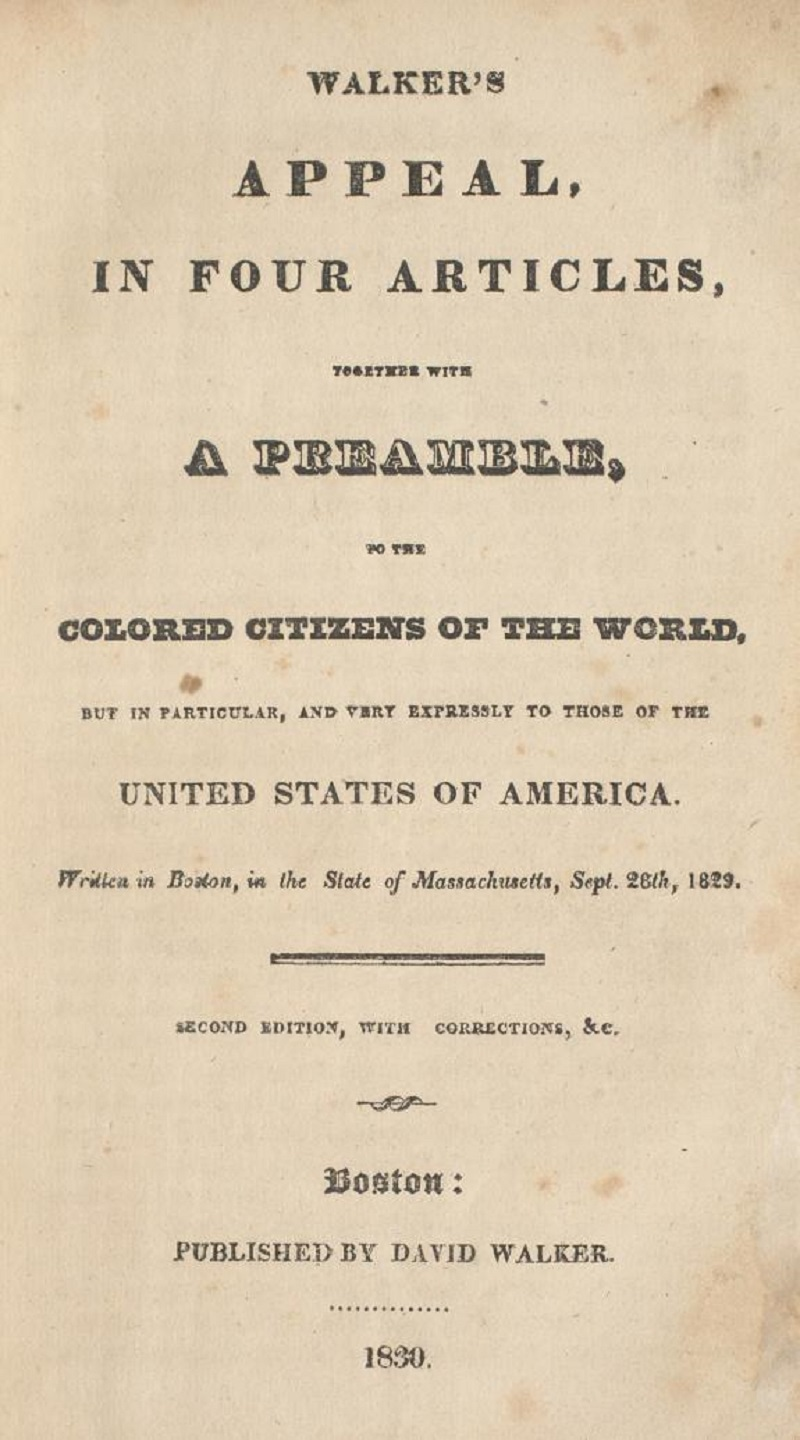
Il frontespizio di Appeal di David Walker.

Il periodo trascorso a Sprigfield gettò indubbiamente i semi per il futuro sostegno economico che avrebbe ricevuto dai grandi mercanti degli Stati Uniti d'America nord-orientali, introducendolo nei circoli degli abolizionisti famosi a livello nazionale come Douglass e Trouth e includendo le fondamenta del suo primo gruppo militante anti-schiavismo.

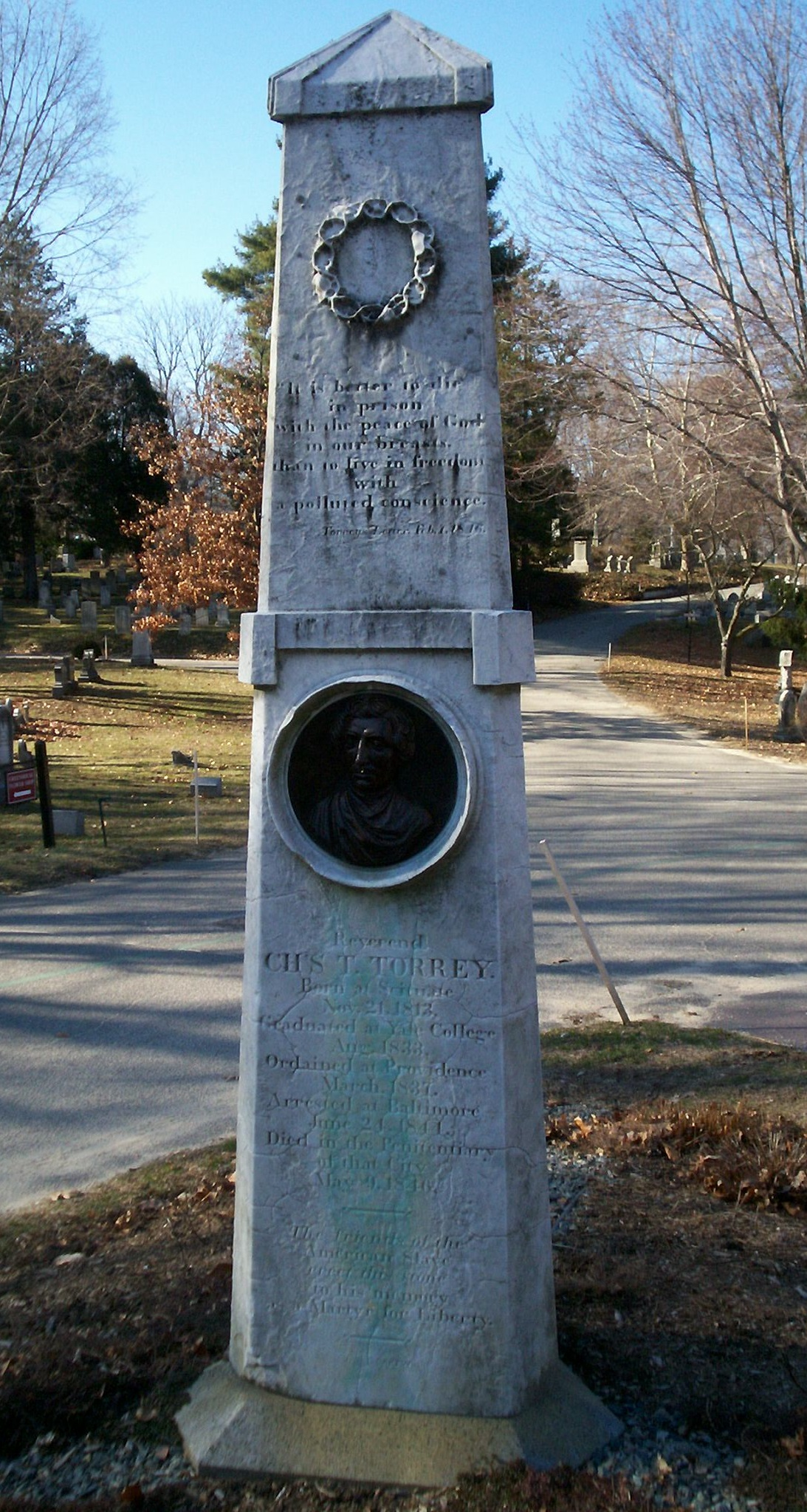
Il monumento innalzato a Cambridge (Massachusetts) alla memoria di Charles Turner Torrey, un altro degli eroi di J. Brown morti per la causa abolizionista.

In questi stessi anni Brown contribuì anche a diffondere il discorso di David Walker (padre del futuro avvocato e politico militante per i diritti civili Edward Garrison Walker) denominato Appeal. Il proprio atteggiamento personale evolvette in maniera decisa tra il 1845 e il 1850, osservando con compiacimento il successo che stava ottenendo la "Ferrovia Sotterranea" (Underground Railroad) in città e avviando la sua prima avventura all'insegna dell'organizzazione comunitaria militante in opposizione al sistema schiavistico.
Nei discorsi pronunciati in questo lasso di tempo definì Elijah Lovejoy e Charles Turner Torrey (giovane abolizionista di Scituate morto in prigione) "bianchi pronti a tutto pur di aiutare i neri e sfidare gli schiavisti".
A Springfield Brown trovò una comunità ben disposta che condivideva le sue passioni libertarie e ciascuna delle parti sembrò arrivare a educare l'altra; sia con i successi che con i fallimenti scaturiti questo fu un periodo di trasformazione radicale della sua vita.

### Origini teoriche della guerriglia per bande
(Giuseppe Mazzini.)

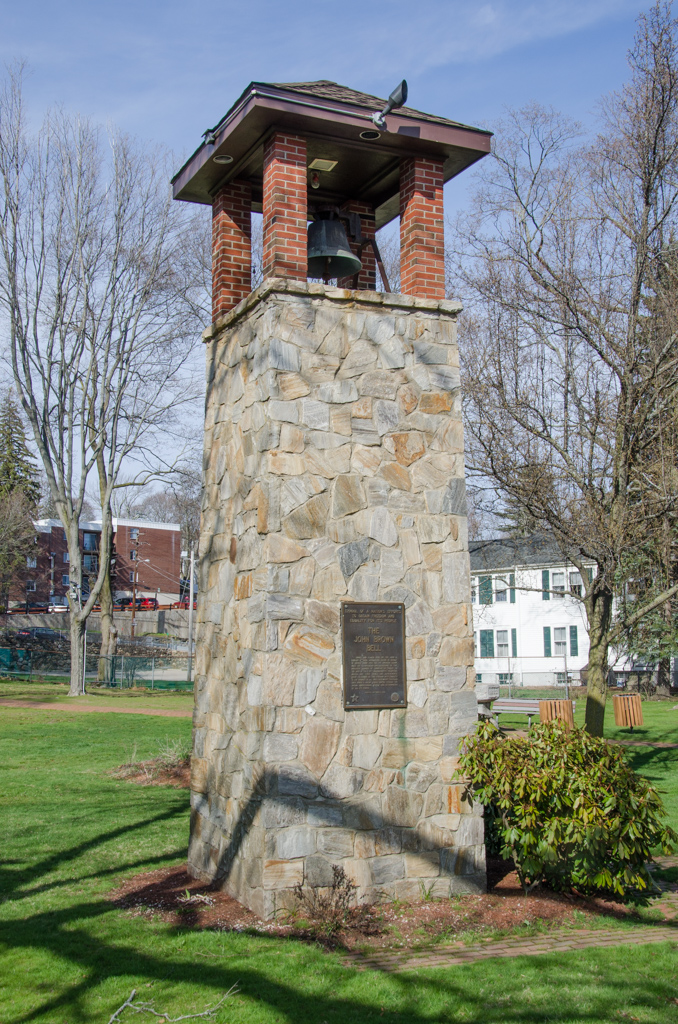
La "John Brown Bell" a Marlborough (Massachusetts), ad imitazione della Liberty Bell.

Lo studio approfondito condotto dallo storico italiano della guerra civile Raimondo Luraghi ha messo in evidenza le connessioni tra il pensiero di Brown e l'ideologia insurrezionale largamente presente in quegli stessi decenni nel continente europeo; egli conobbe difatti nel dettaglio le azioni dei resistenti nella guerra d'indipendenza spagnola contro l'Armée française di Napoleone Bonaparte e da cui originò il termine stesso di "guerriglia". Inoltre fu un sincero ammiratore sia di Giuseppe Mazzini e della carboneria che di Giuseppe Garibaldi, già discretamente celebre in tutta l'America settentrionale; la teorizzazione di Brown della "resistenza nelle montagne" ha poi delle notevoli somiglianze con ciò che venne realizzato più di un secolo dopo dai partigiani contro la Repubblica Sociale Italiana. Nell'Europa degli anni 1830, sotto l'impressione delle esperienze spagnole, russe e della guerra d'indipendenza greca (nel cui nome morì George Gordon Byron) l'ideale del rivoluzionarismo romantico è molto forte; i giornali statunitensi seguivano con interesse e simpatia le vicende dei movimenti nazional-democratici d'Oltreoceano. A New York viveva esule Piero Maroncelli e convertiva alla causa giovani emigrati entusiasti; Mazzini aveva pubblicato in un giornale abolizionista la sua Preghiera di un esule a Dio pei padroni di schiavi.

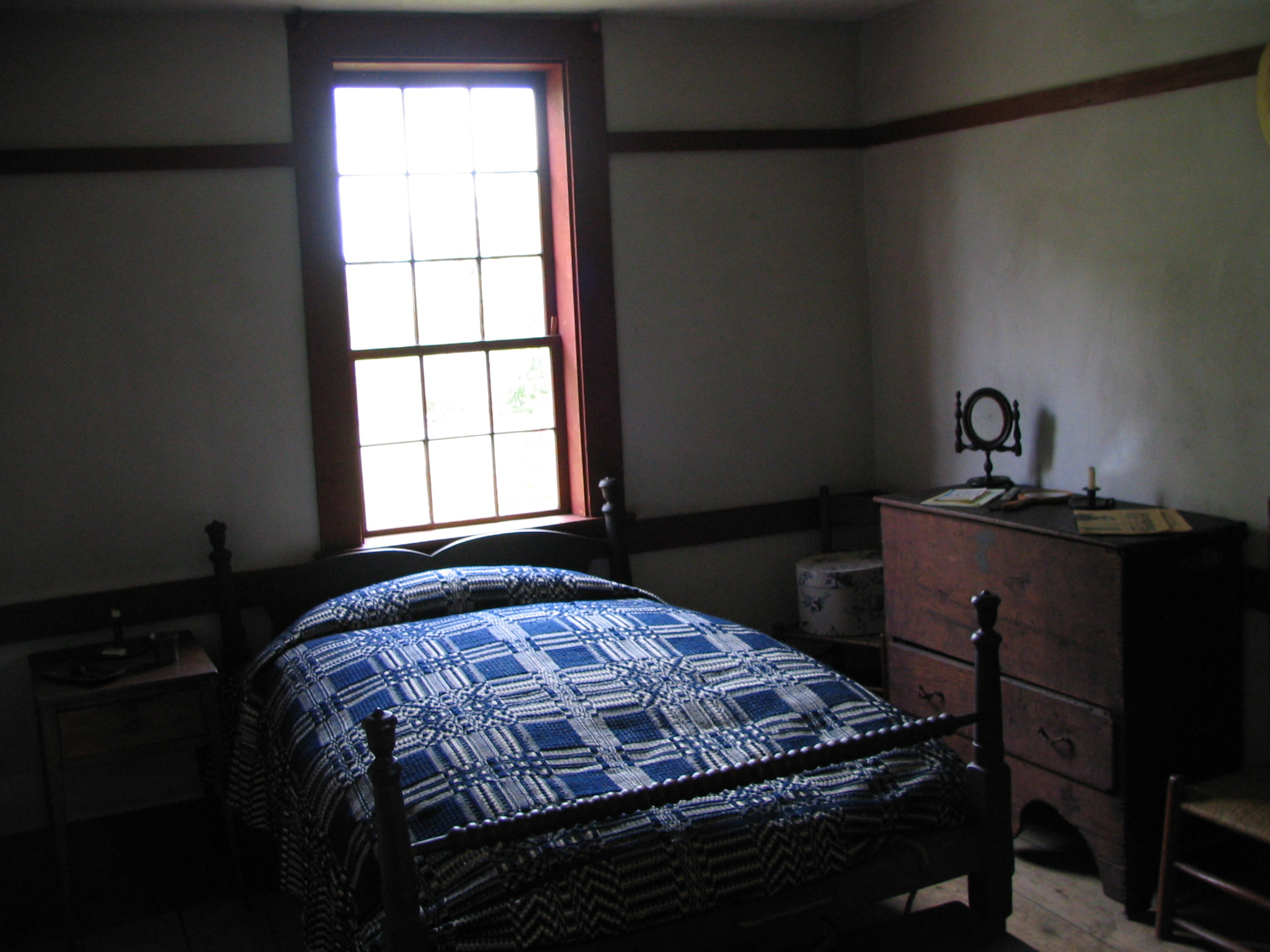
La camera da letto del capitano nel John Brown Farm State Historic Site di North Elba.

## Fattoria a North Elba
Nel 1848 Brown seppe che Gerrit Smith, proprietario di terre dei monti Adirondack, le affidava ad afroamericani liberi poveri; decise quindi di trasferirsi con l'intera famiglia tra i nuovi coloni. Acquistò un appezzamento di terreno nei pressi di North Elba nelle immediate vicinanze di Lake Placid nello Stato di New York per un dollaro l'acro, ed ivi trascorse i successivi due anni.
Dopo la sua morte, la vedova decise di seppellirlo in questa proprietà; a partire dal 1895 l'azienda è divenuta una proprietà statale, mentre la fattoria (il John Brown Farm State Historic Site) e la vicina tomba sono ora parte del National Historic Landmark

## Azioni in Kansas

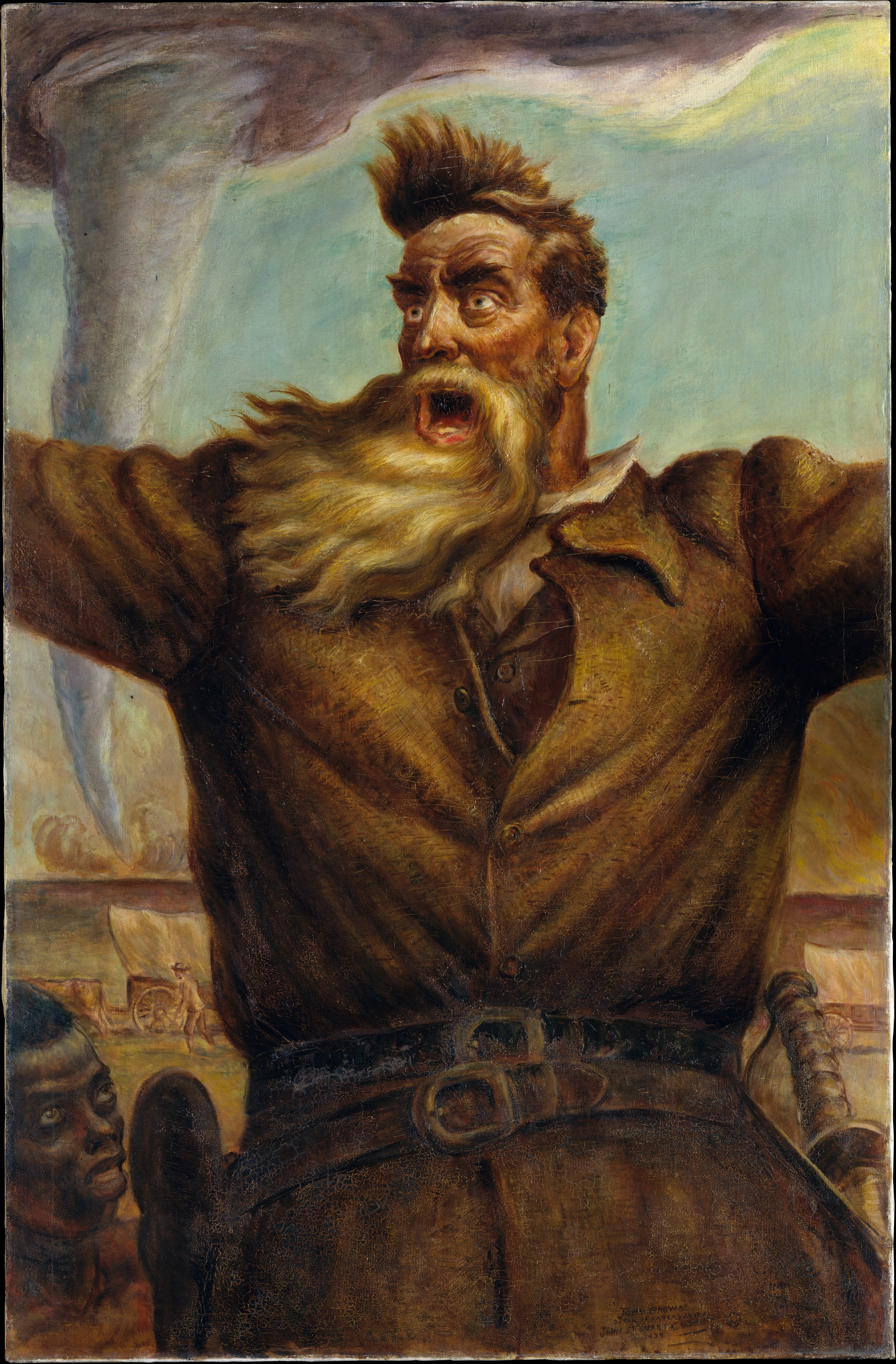
La collera di John Brown assimilato a Mosè in un dipinto di John Steuart Curry al Metropolitan Museum of Art.

Dopo il 1854, il territorio del Kansas stava vivendo una situazione di guerra civile, chiamata Bleeding Kansas, tra fazioni favorevoli e contrarie alla schiavitù. La questione doveva essere decisa dagli elettori del Kansas, ma non era chiaro chi potesse votare; brogli elettorali diffusi a favore della schiavitù furono confermati da una commissione d'inchiesta del Congresso.
Nel 1855 Brown apprese dai suoi figli adulti residenti nel territorio del Kansas che le loro famiglie erano completamente impreparate ad affrontare l'aggressione sudista e che le fazioni a favore della schiavitù erano molto attive. Determinato a proteggere i suoi cari e ad opporsi ai sostenitori della schiavitù, partì senza indugi alla volta del Kansas, arruolando un genero e facendo soste solo per raccogliere fondi e armi. Come riportato dal New York Tribune, Brown si fermò per partecipare a una "Convention abolizionista" tenutasi nel giugno del 1855 ad Albany (New York). Nonostante le polemiche che seguirono al piano della Convention riguardo al sostegno anche con la violenza della causa dello "Stato libero", diverse persone risposero alla sollecitazione di Brown di un supporto finanziario. Mentre si recava verso il West tuttavia trovò altro sostegno nel suo Stato di origine, l'Ohio, in particolare nella zona della Connecticut Western Reserve, fortemente anti-schiavista, in cui era cresciuto.
A differenza della maggior parte degli altri abitanti del Nord, che sostenevano la resistenza pacifica, Brown chiese invece risolutamente l'adozione della violenza in risposta all'aggressione del Sud; credeva in tal modo di manifestare la volontà di Dio nel punire gli uomini per il peccato di possedere schiavi.

### Pottawatomie
Brown e i coloni liberi erano ottimisti sul fatto che avrebbero potuto far entrare il Kansas nell'Unione come uno Stato libero dall'imposizione della schiavitù; dopo che le abbondanti nevicate invernali si sciolsero, nel 1856 gli attivisti pro-schiavitù intrapresero una campagna per conquistare il Kansas alle loro condizioni.

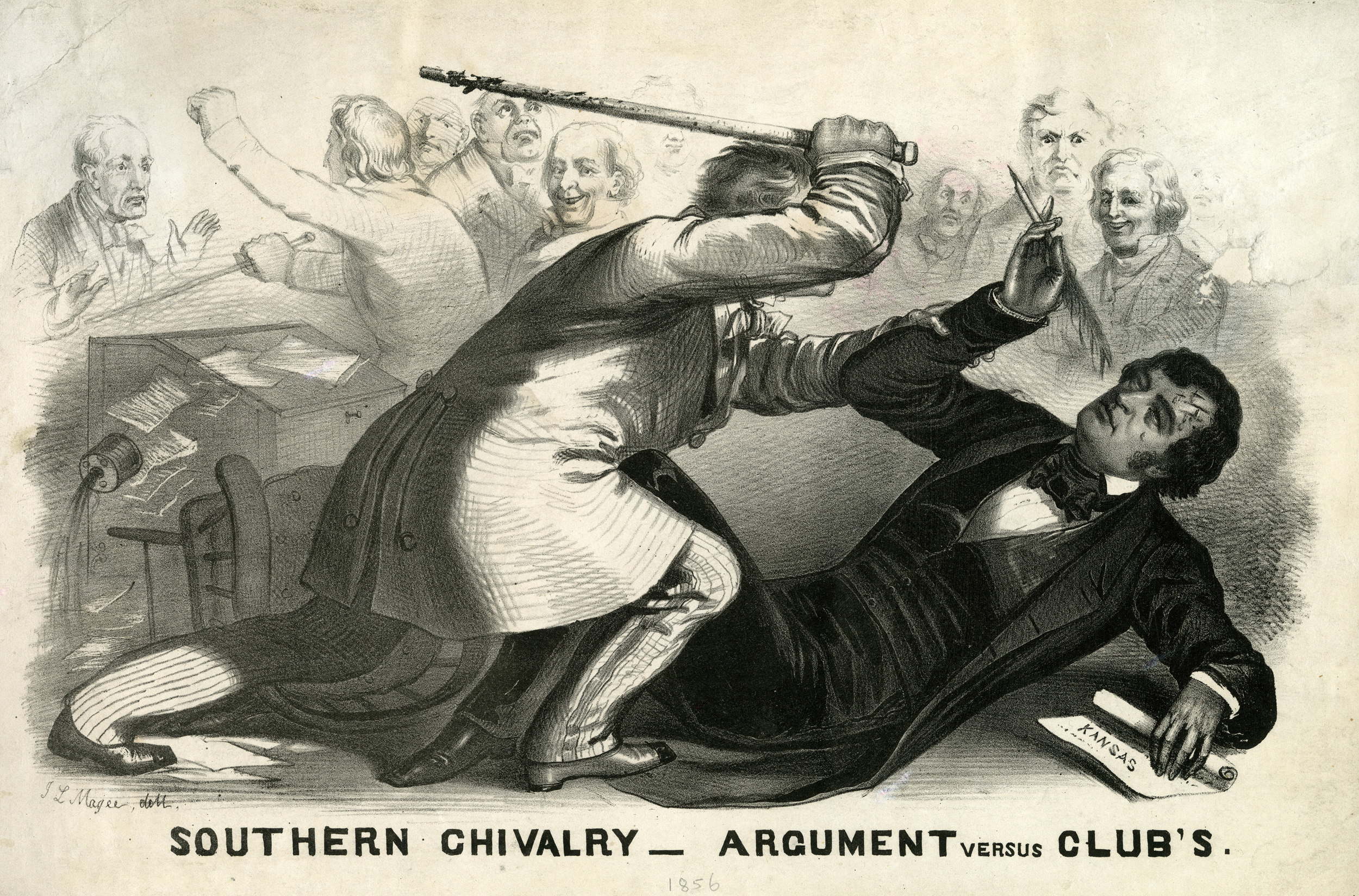
La bastonatura di Charles Sumner ad opera del sudista Preston Smith Brooks avvenuta all'interno dell'aula del Senato.

Brown rimase particolarmente colpito dal saccheggio di Lawrence, avvenuto a maggio per mano degli schiavisti, in cui un gruppo armato guidato da uno sceriffo e giunto da Lecompton guidò la distruzione degli uffici del giornale locale che parteggiava per i freesoilers e un albergo vicino; vi fu solo una vittima, un cosiddetto ruffiano di confine. Ad alimentare ulteriormente la rabbia del capitano contribuì l'episodio della bastonatura di Charles Sumner ad opera del sudista Preston Smith Brooks, avvenuta all'interno dell'aula del Senato. Un giornalista schiavista, Benjamin Franklin Stringfellow, scrisse sul giornale Squatter Sovereign che "[le forze schiaviste] sono decise a respingere questa invasione del Nord e rendere il Kansas uno Stato schiavista, anche se i nostri fiumi dovessero essere coperti dal sangue delle vittime e le carcasse degli abolizionisti fossero talmente numerose sul territorio da far esplodere malattie ed epidemie a catena: non saremo scoraggiati dal nostro scopo!". Brown era indignato, sia a causa dalla violenza delle forze schiaviste che da quella che considerava una risposta troppo debole da parte dei partigiani antischiavisti e dei coloni dello Stato Libero, che lui definiva "codardi o peggio".
Brown condusse una sorveglianza sui "ruffiani" accampati nelle vicinanze e apprese che la sua famiglia era stata contrassegnata per subire una rappresaglia; inoltre gli venne data l'informazione - presumibilmente affidabile - che i vicini schiavisti avevano contattato un gruppo di uomini a tale scopo, sostenendoli materialmente. Brown e una banda di coloni abolizionisti partirono dalle loro case e uccisero questi cinque "cacciatori professionisti di schiavi e militanti schiavisti", in quello conosciuto come il massacro del Pottawatomie.
Parlando delle minacce contro i suoi cari che avrebbero dovuto essere state la giustificazione della strage, il primo governatore del Kansas Charles Lawrence Robinson dichiarò:
Nei due anni precedenti il "massacro di Pottawatomie" si erano verificati otto omicidi nella regione attribuibili alla lotta politica tra schiavisti e anti-schiavisti, ma nessuno neanche lontanamente paragonabile a quel massacro; esso fu l'episodio che diede inizio al periodo più sanguinoso nella storia del "Bleeding Kansas", tre mesi di incursioni, rappresaglie e battaglie a ripetizione in cui morirono 29 persone.

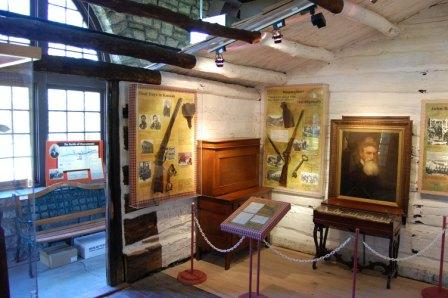
Il John Brown Museum ad Osawatomie.

L'amatissimo padre, Owen Brown, morì l'8 maggio di quell'anno; la corrispondenza indica che la famiglia ricevette la notizia della disgrazia all'incirca nello stesso periodo.

### Palmyra e Osawatomie
Una banda armata schiavista, introdottasi illegalmente dal Missouri e guidata dal capitano Henry Clay Pate catturò John Jr. e Jason e distrusse la fattoria della famiglia Brown, per partecipare poco più tardi anche al "saccheggio di Lawrence". Il 2 giugno Brown, con nove dei suoi seguaci e venti uomini locali, difese con successo una colonia dello Stato libero a Palmyra nei pressi di Baldwin City, contro un attacco di Pate (vedi la battaglia di Black Jack). Pate e ventidue dei suoi uomini furono fatti prigionieri. Dopo la cattura vennero condotti al campo base di Brown e ricevettero tutto il cibo che si poté trovare. Brown costrinse quindi Pate a firmare un accordo, scambiando la loro libertà con la promessa liberazione dei suoi due figli catturati; rilasciò Pate nelle mani del colonnello Edwin Vose Sumner; ma s'infuriò nello scoprire che il rilascio dei figli fosse ritardato a settembre.
In agosto una compagnia, composta da oltre trecento uomini provenienti dal Missouri e sotto il comando del maggior generale John William Reid, futuro ufficiale confederato, attraversò il Kansas e si diresse verso Osawatomie, con l'intenzione di distruggere gli insediamenti dello Stato libero e poi marciare su Topeka e Lawrence.

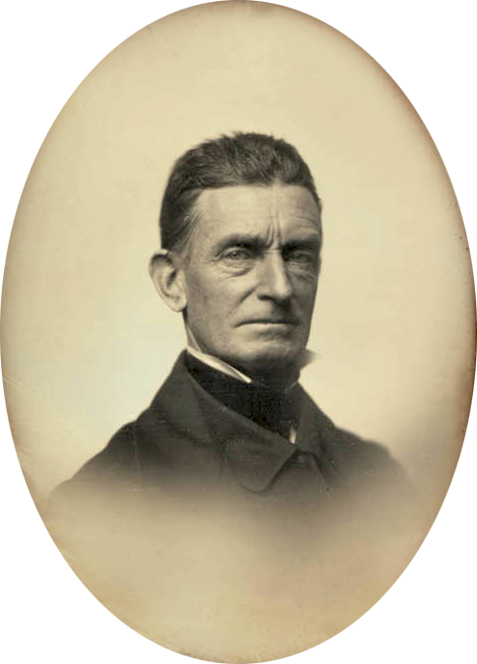
Il capitano nel 1856.

La mattina del 30 agosto questi spararono al figlio di Brown, Frederick, uccidendolo sul colpo, e al suo vicino David Garrison, proprio alla periferia di Osawatomie. Brown, in inferiorità numerica in un rapporto superiore a 7 contro 1, fece appostare i suoi 38 uomini dietro le difese naturali poste lungo la strada. Sparando dalla loro copertura riuscirono ad uccidere almeno 20 uomini di Reid e a ferirne più o meno gravemente almeno altri 40. Reid si raggruppò, ordinando ai suoi di scendere da cavallo e caricare gli avversari rintanati dentro i boschi. Il piccolo drappello di Brown si sparse e fuggì attraversando il "Marais des Cygnes River"; uno dei suoi uomini fu ucciso durante la ritirata e quattro furono catturati. Mentre Brown e i suoi sopravvissuti si nascondevano nella boscaglia la compagnia del Missouri saccheggiò e diede alle fiamme Osawatomie (vedi battaglia di Osawatomie e massacro di Marais des Cygnes).

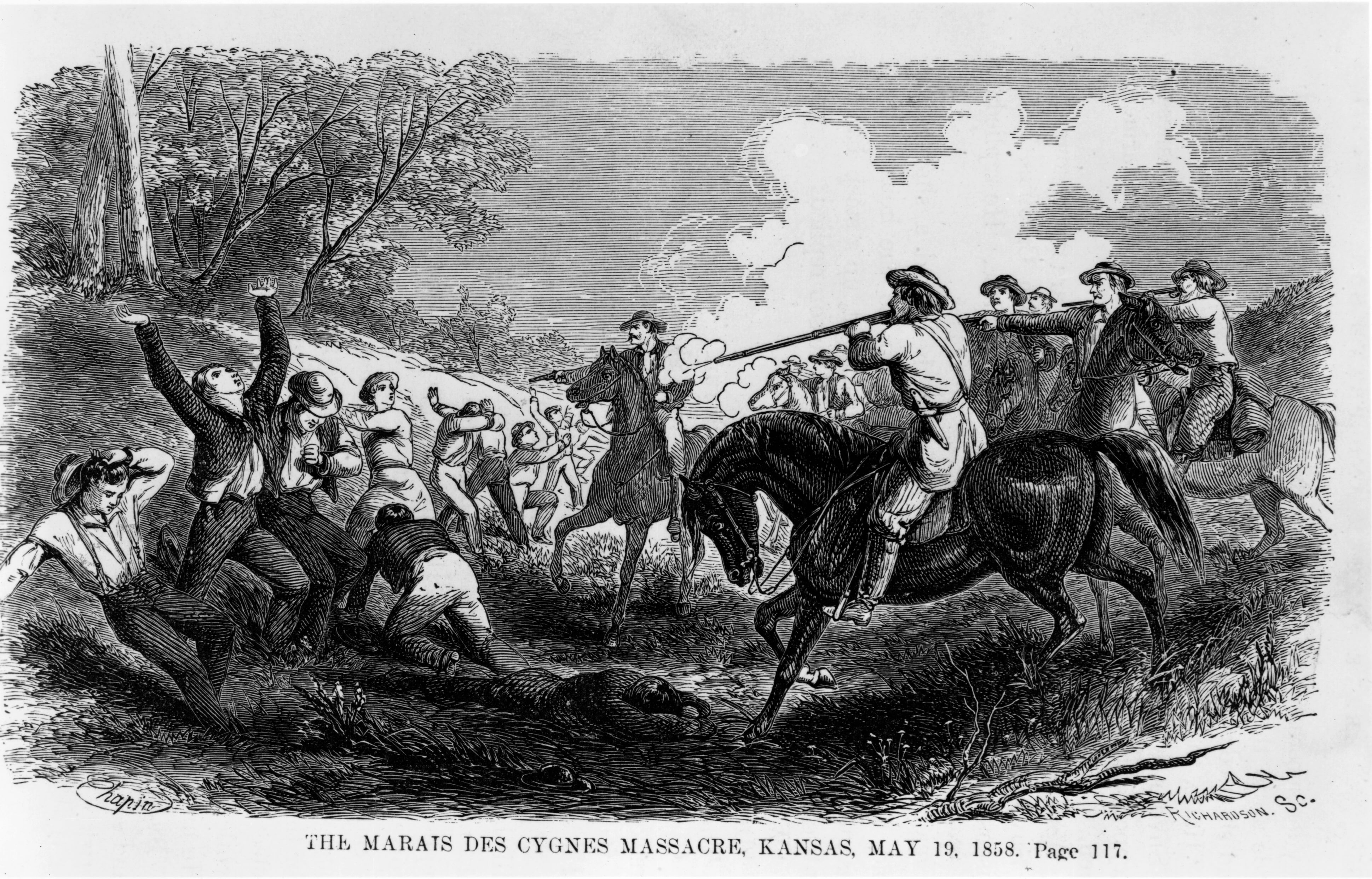
Il massacro di Marais des Cygnes perpetrato dai sudisti contro i coloni del Nord nel 1858 in un'illustrazione dell'epoca.

Nonostante fosse stato alla fine sconfitto, il coraggio e l'accortezza di Brown di fronte alla schiacciante preponderanza del nemico lo innalzarono all'attenzione nazionale rendendolo di fatto un eroe per molti abolizionisti del Nord.
Il 7 settembre Brown giunse a Lawrence per incontrare i capi dello Stato libero e aiutarli a fortificarsi in vista di un temuto assalto; almeno 2.700 schiavisti del Missouri stavano ancora una volta invadendo il Kansas. Il 14 settembre vi fu una schermaglia alla periferia della cittadina. Brown si preparò per la battaglia, ma una grave esplosione di violenza fu evitata quando il nuovo governatore John White Geary ordinò alle parti belligeranti di disarmare e sciogliersi, offrendo in cambio clemenza agli ex combattenti di entrambi gli schieramenti. Approfittando della fragile tregua il capitano lasciò quindi il Kansas con tre dei suoi figli per raccogliere denaro tra i sostenitori del Nord.

## Ultimi anni

### Raccolta di uomini e mezzi
Nel novembre del 1856 Brown era tornato a Est e trascorse i due anni successivi nella Nuova Inghilterra impegnandosi nella raccolta di fondi per finanziare la sua impresa. Dapprima fu nuovamente a Springfield, dove ricevette numerosi contributi oltre che una lettera di raccomandazione da parte di un ricco mercante bostoniano, uno degli esponenti più importanti del movimento per l'abolizionismo, George Walker. Questi era il cognato del giornalista Franklin Benjamin Sanborn, membro del Free Soil Party per il New Hampshire e il Massachusetts e segretario del "Massachusetts State Kansas Committee", il quale introdusse Brown in diversi circoli abolizionisti influenti soprattutto nell'area urbana di Boston a partire dal gennaio del 1857.

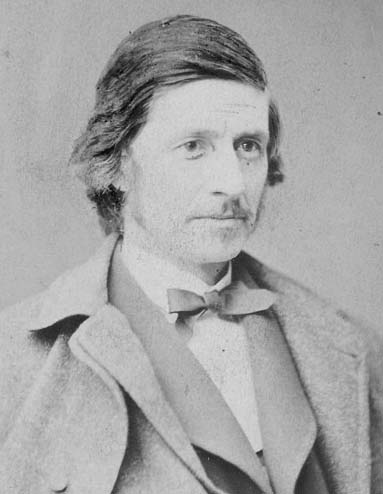
Foto di Franklin Benjamin Sanborn, futuro biografo e editore delle lettere del capitano Brown (Vita e lettere di John Brown, liberatore del Kansas e martire della Virginia, Boston 1885).

Amos Adams Lawrence, uno dei maggiori commercianti della città, offrì segretamente una gran quantità di denaro; anche William Lloyd Garrison, Thomas Wentworth Higginson (corrispondente e amico della poetessa Emily Dickinson) e Theodore Parker (pastore unitariano), l'industriale George Luther Stearns e il medico Samuel Gridley Howe sostennero l'operato fin qui svolto e le intenzioni prossime del capitano.
I sei facoltosi abolizionisti, Sanborn, Higginson, Parker, Stearns, Howe e Gerrit Smith, fornirono la maggior parte dei fondi necessari per il raid di John Brown contro Harpers Ferry e divennero conosciuti come i "Secret Six" o "Comitato dei Sei". Spesso venne richiesto il loro aiuto senza precisare alcuno scopo specifico, tanto che continua a rimanere assai poco chiaro fino a che punto e in quale misura lo schema teorico adottato da Brown (insurrezione degli schiavi e lotta armata sulle montagna degli Appalachi) fosse effettivamente a conoscenza dei sei.
Il 7 gennaio del 1858 il Comitato s'impegnò a fornire 200 fucili Sharps e munizioni che vennero immagazzinati a Tabor; a marzo intraprese contatti con l'anglo-canadese Charles Blair, residente a Collinsville, per procurarsi un migliaio di picche.

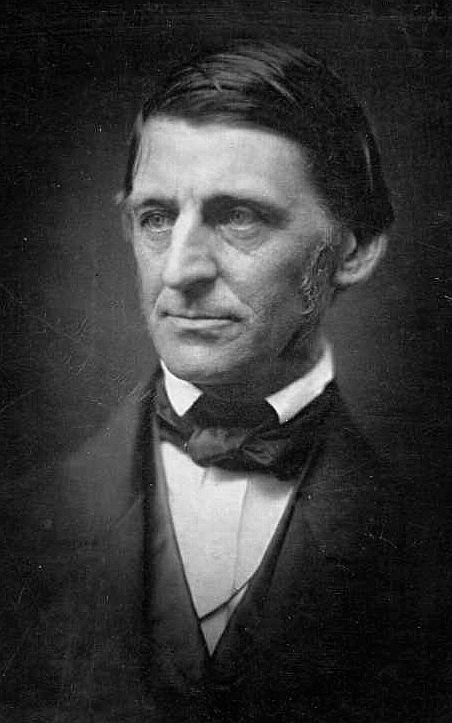
Ralph Waldo Emerson conobbe Brown ed assistette alle sue conferenze abolizioniste.

Nei mesi immediatamente successivi Brown continuò a raccogliere fondi a Worcester, Springfield, New Haven, Syracuse e Boston; in quest'ultima città fece conoscenza con i poeti e letterati Henry David Thoreau e Ralph Waldo Emerson. Ricevette complessivamente molte promesse ma ben pochi soldi.
Mentre si trovava in trasferta a New York venne presentato a Hugh Forbes, un mercenario inglese con una discreta esperienza come tattico militare, che si era guadagnata mentre combatteva a fianco di Giuseppe Garibaldi nel corso della prima guerra d'indipendenza italiana. Brown lo assunse in qualità di supervisore dei suoi uomini e per scrivere un manuale tattico sulla guerriglia per bande da poter utilizzare come testo di addestramento. Si accordarono per incontrarsi a Tabor entro l'estate. Usando lo pseudonimo di "Nelson Hawkins" Brown viaggiò attraverso il Nord-est per poi andare a far visita alla famiglia a Hudson; il 7 agosto giunse infine a Tabor; Forbes arrivò due giorni dopo.
Per diverse settimane lavorarono assieme per mettere su carta un "piano ben fatto", avendo comunque divergenze su molti dettagli del progetto. A novembre ulteriori truppe assoldate partirono verso il Bleeding Kansas. Forbes, non avendo ancora ricevuto lo stipendio pattuito, ruppe con Brown e invece di avventurarsi nel Kansas si recò a Est. Presto avrebbe minacciato di rivelare la trama cospirativa di Brown al governo.
A seguito delle elezioni svoltesi in ottobre, con la vittoria dei fautori dello Stato libero, il Kansas parve ritrovare una parvenza di tranquillità. Brown fece allora ritornare i suoi uomini nello Iowa, ove li mise al corrente del piano appena stilato: fare irruzione in un arsenale federale nel territorio della Virginia, armare gli schiavi fuggiaschi e con loro intraprendere la guerriglia sui monti contro le "forze criminose dello schiavismo là imperante".

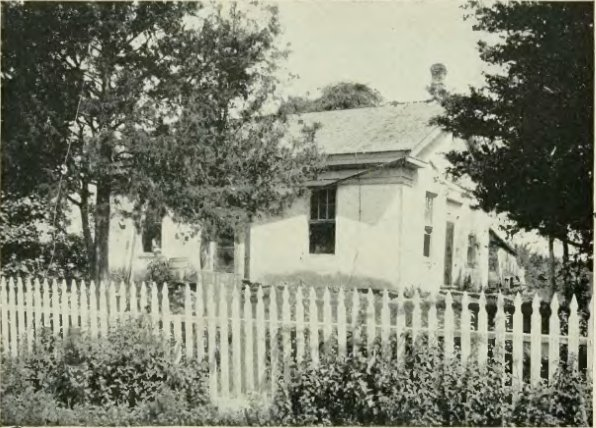
La casa di William Maxson a Springdale (Iowa) (nel 1903 circa), dove vivevano e si allenavano i soci di John Brown tra il 1857 e il 1859. Lo stesso capitano viveva nella casa di John Hunt Painter (un agricoltore quacchero), situata a meno di un miglio di distanza.

Nel frattempo, lasciati gli uomini a Springdale (Iowa), Brown partì per recarsi a far visita a Frederick Douglass, residente a Rochester (New York); assieme a lui discusse i propri piani e riconsiderò le critiche espresse da Forbes.
Si mise quindi a scrivere una Costituzione provvisoria per creare le istituzioni di un nuovo Stato da stabilire nella regione da lui invasa: uno Stato libero dalla schiavitù. Subito dopo, recatosi a Peterboro (New York) e a Boston, andò a discutere la questione con i "Sei Segreti".

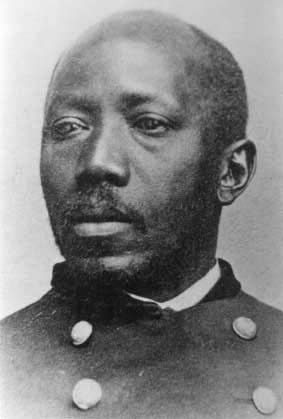
Foto del dottor Martin Robison Delany.

In alcune lettere a loro indirizzate indicò che, insieme alle persone reclutate per la missione, sarebbe calato nel Sud con armi e volontari per proseguire il "lavoro iniziato nel Kansas".
Con dodici dei suoi seguaci, tra cui il figlio Owen Brown, il 10 maggio convocò a Chatham-Kent una "Convention costituzionale"; la riunione, a cui parteciparono diverse decine di delegati tra cui l'amico James Madison Bell (poeta e oratore afroamericano), fu realizzata con l'aiuto del dottor Martin Robison Delany (medico abolizionista afroamericano).

### Uno Stato libero per gli schiavi

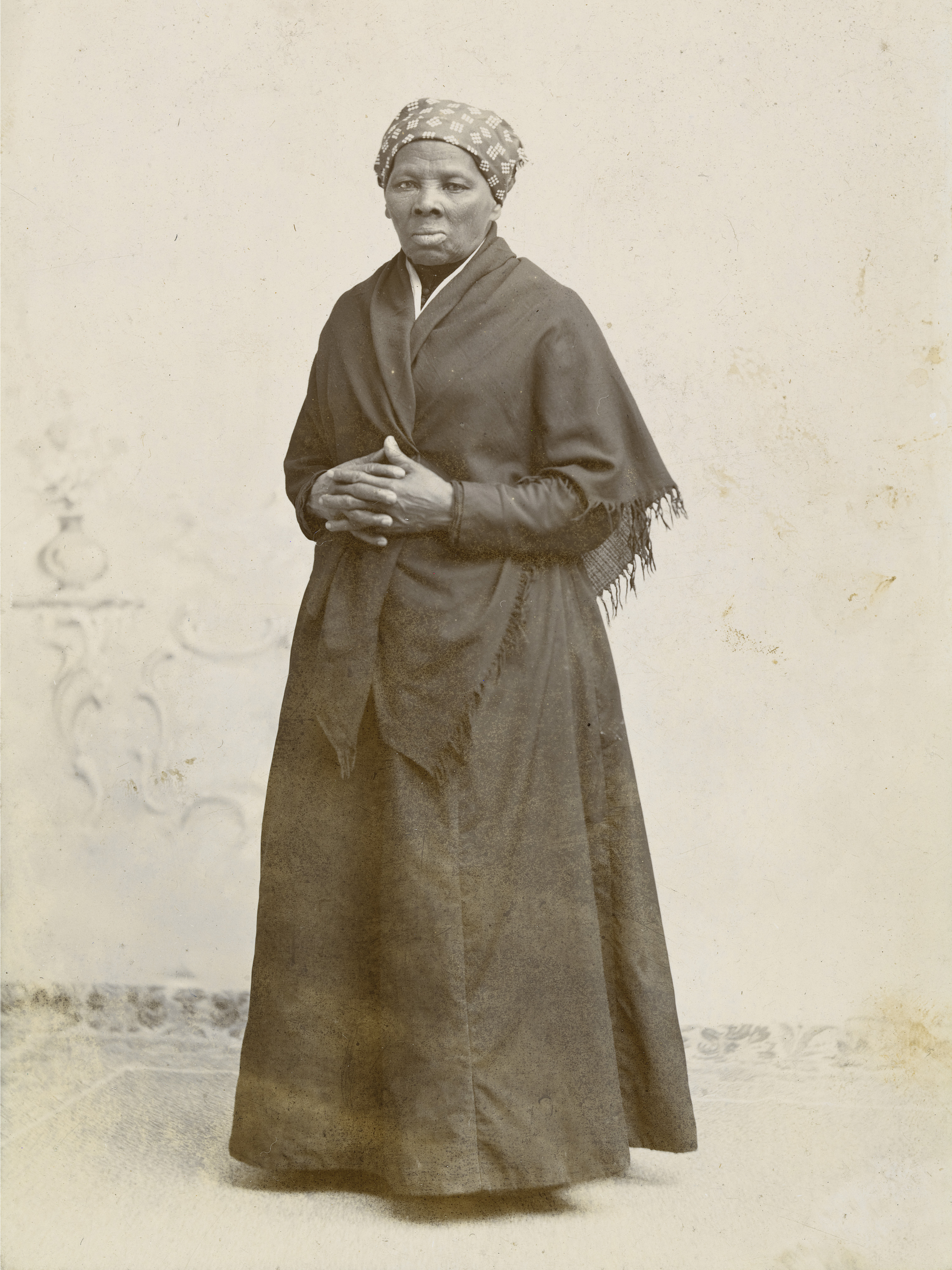
Harriet Tubman collaborò attivamente con John Brown.

Almeno un terzo degli abitanti della cittadina canadese erano costituiti da schiavi fuggiaschi e fu proprio qui che Brown venne presentato ad Harriet Tubman, nota attivista afroamericana; 34 neri e 12 bianchi si misero d'accordo per adottare la Carta costituzionale proposta.
Secondo quanto riferì Delany, durante la Convention Brown rese tutti partecipi dei suoi piani: rendere il Kansas, anziché il Canada, la tappa finale della Ferrovia Sotterranea, che portava al salvataggio degli schiavi scappati dalle piantagioni sudiste. Le riflessioni a posteriori di Delany non paiono però del tutto affidabili; Brown oramai non guardava più in direzione del Kansas ed era totalmente concentrato sulla Virginia. Altre testimonianze dell'incontro svoltosi a Chatam sembrano confermare che egli avesse parlato di dirigersi in massa contro il Sud per scatenare la guerriglia antischiavista. Brown aveva utilizzato a lungo la terminologia della "Via del passaggio sotterraneo" fin dai tardi anni 1840, quindi rimane possibile che Delany abbia confuso le affermazioni espresse da Brown nel corso del tempo.

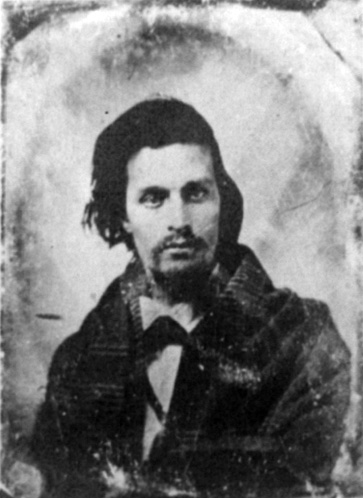
Foto di Richard Realf.

Brown venne eletto "comandante in capo" e nominò subito dopo l'avvocato bianco John Henrie Kagi alla carica di "segretario alla Guerra". Il poeta Richard Realf fu nominato "segretario di Stato". Elder Moore, un pastore religioso afroamericano, avrebbe dovuto fungere da presidente in attesa di uno regolarmente eletto. A.M. Chapman (parente dell'attivista Maria Weston Chapman) assunse il ruolo di vicepresidente, anch'egli ad interim, mentre Delany il corrispondente segretario. Entro la prima metà del 1859 fu scritta infine anche una "Dichiarazione di libertà dei rappresentanti della popolazione schiava degli Stati Uniti d'America".
Quasi tutti i delegati apposero la propria firma alla nuova Costituzione, ma pochi si offrirono volontari per unirsi alle forze già raccolte dal capitano. Non risultò mai ben chiaro quanti canadesi intendessero unirsi a Brown, poiché una "fuga di notizie" avvenuta poco dopo gettò temporaneamente all'aria il piano predisposto per il raid, e durante la conseguente pausa dell'attività cospirativa Brown perse i contatti con molti dei capi canadesi. La crisi si verificò quando il mercenario Hugh Forbes cercò di rivelare il piano al senatore del Massachusetts Henry Wilson (esponente del neonato Partito Repubblicano e futuro vice della presidenza di Ulysses S. Grant) e ad altri. Il "gruppo dei sei segreti" temette che i loro nomi sarebbero stati resi pubblici. Howe e Higginson volevano procedere senza ritardi, mentre Parker, Stearns, Smith e Sanborn insistevano per un rinvio; Stearn e Smith rappresentavano le principali fonti di finanziamento e le loro parole ebbero un maggior peso. Per invalidare le affermazioni di Forbes, Brown tornò nel Kansas nel giugno del 1858 e rimase in zona per almeno sei mesi.

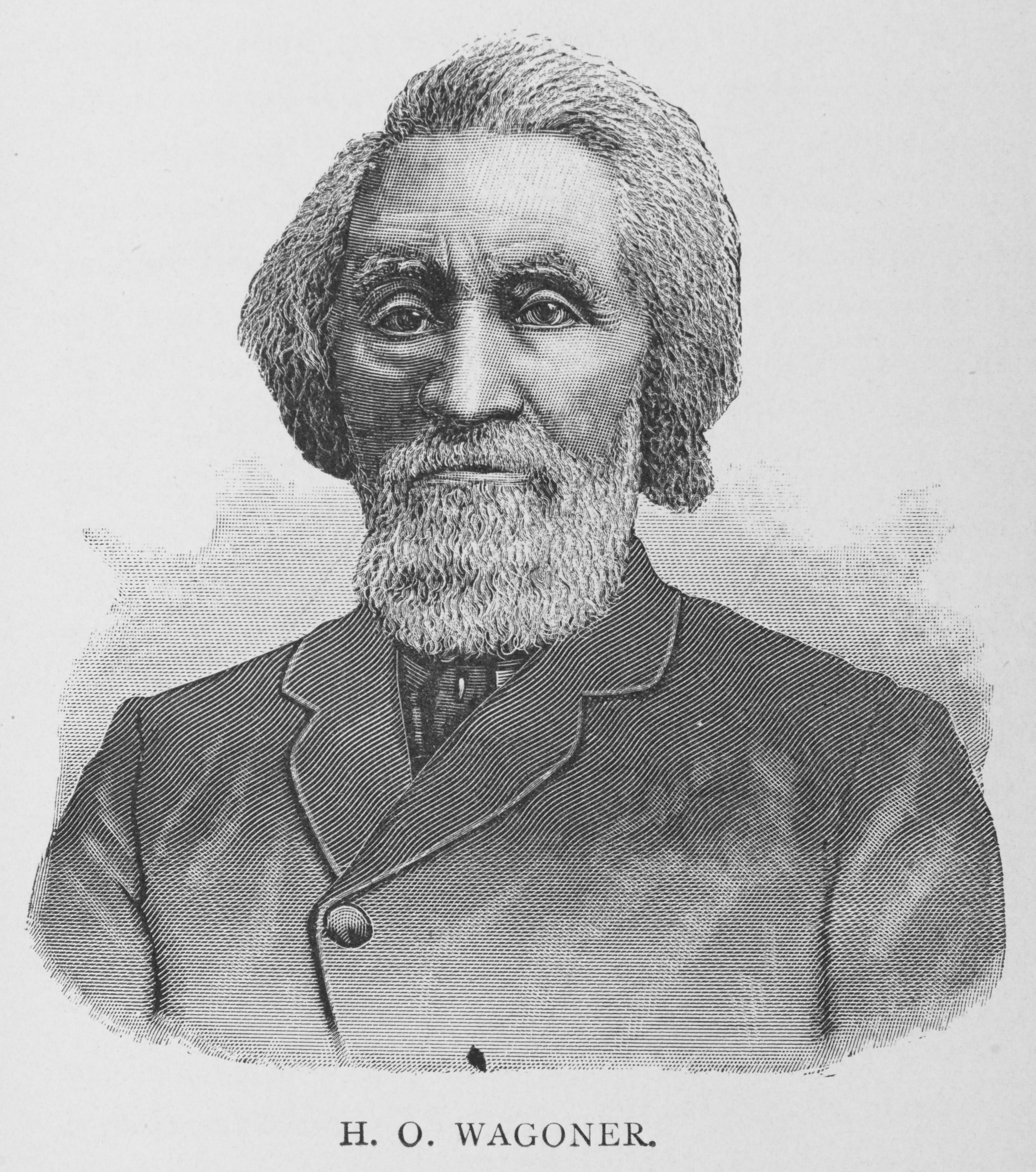
Ritratto dell'abolizionista Henry O. Wagoner.

In Kansas unì le proprie forze con quelle del colonnello James Montgomery, che stava conducendo delle incursioni nel Missouri contro schiavisti. Il 20 dicembre Brown guidò la sua incursione, nella quale liberò undici schiavi, prese prigionieri due uomini bianchi e saccheggiò cavalli e carri dei coloni sudisti. Il governatore del Missouri annunciò una taglia di 3.000 dollari (equivalenti a circa 90.000 dollari degli anni 2020) sulla sua cattura. Il 20 gennaio 1859 Brown iniziò un lungo viaggio per portare gli schiavi liberati a Detroit e da lì, in traghetto, in Canada. Quando passò per Chicago il mese seguente, incontrò i sostenitori abolizionisti Allan Pinkerton (investigatore privato e futura guardia del corpo di Abraham Lincoln), John Jones e Henry O. Wagoner, che organizzarono la raccolta fondi per la trasferta fino a Detroit e acquistarono vestiti e approvvigionamenti per Brown e i suoi. La moglie di Jones, Mary, dichiarò che tra le forniture c'era la tuta indossata dal capitano quando questi fu impiccato. Il 12 marzo del 1859 incontrò ancora una volta Frederick Douglass e gli abolizionisti di Detroit George DeBaptiste, William Lambert e altri a casa di William Webb, per discutere dell'emancipazione. DeBaptiste propose che i cospiratori facessero saltare in aria con l'esplosivo anche alcune delle maggiori chiese del Sud. Brown però respinse l'idea perché un tale spargimento di sangue non necessario era contrario al sentimento di umanità.
Nel corso dei mesi seguenti viaggiò ininterrottamente attraverso l'Ohio, lo Stato di New York, il Connecticut e il Massachusetts per accrescere il sostegno dell'opinione pubblica alla causa abolizionista. Il 9 maggio tenne una conferenza a Concord, alla quale furono presenti sia Amos Bronson Alcott (il padre di Louisa May Alcott) che Emerson e Thoreau; Brown sondò anche i "segreti sei". A giugno fece la sua ultima visita alla famiglia a North Ebla, prima di partire per Harper's Ferry. Rimase una notte lungo la strada, a Hagerstown, nell'albergo Washington House, in West Washington Street. Dai registri dell'albergo risulta che il 30 di giugno vi furono almeno 25 ospiti tra cui il signor "I. Smith con i figli", Oliver Smith, Owen Smith e Jeremiah Anderson, tutti di New York. Nei documenti rinvenuti nella fattoria Kennedy dopo il raid si leggeva che Brown scrisse a Kagi che avrebbe firmato il registro dell'albergo col nome "I. Smith e figli".

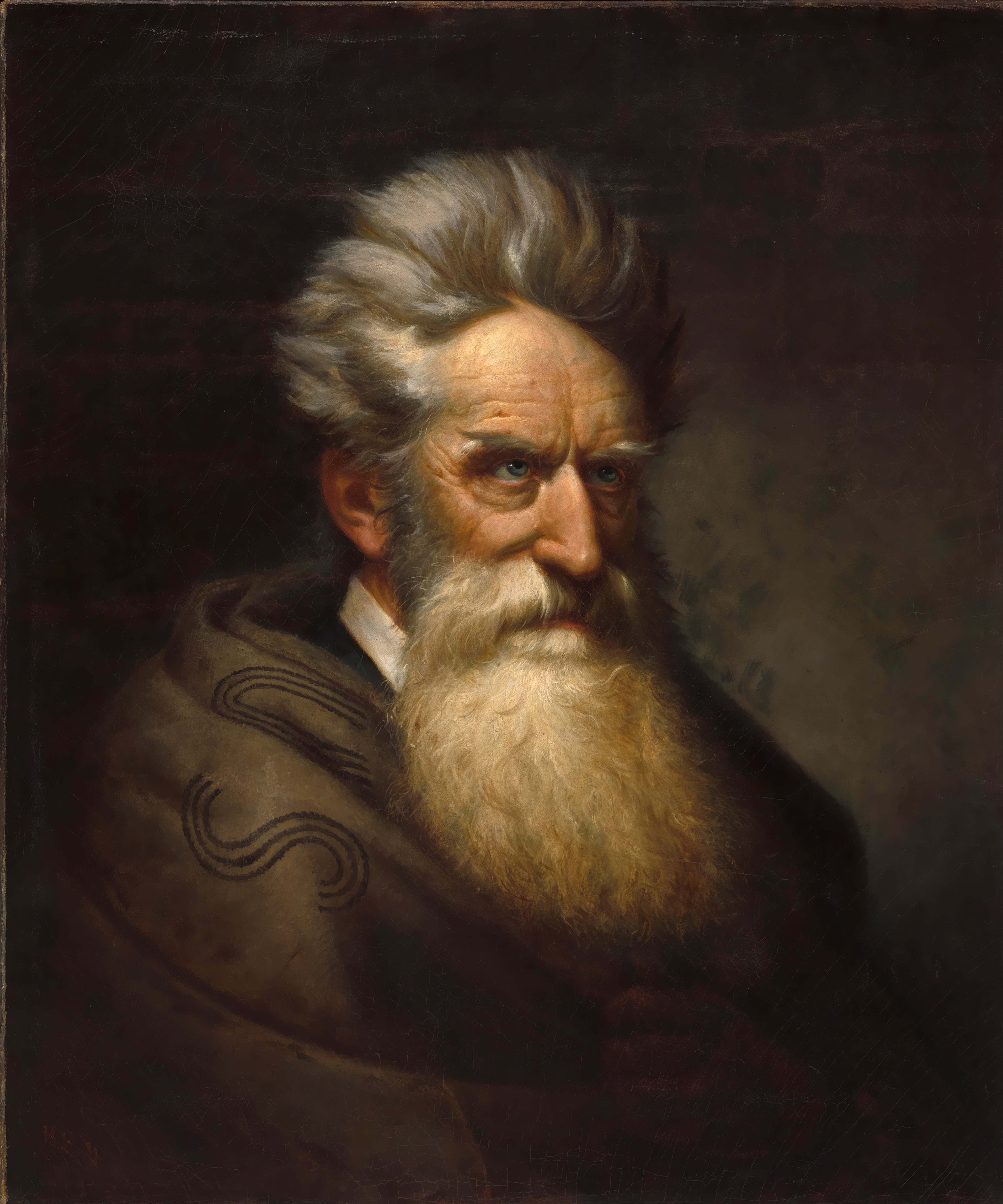
John Brown nel 1859 in un dipinto di Ole Peter Hansen Balling.

### Attacco al cuore del Sud
Mentre iniziava a reclutare sostenitori per sferrare un "attacco decisivo" contro gli schiavisti, Brown fu affiancato dall'attivista afroamericana Harriet Tubman, il "Generale Tubman" come la chiamava; la sua conoscenza delle reti sotterranee e delle risorse di supporto esistenti negli Stati della Pennsylvania, del Maryland e del Delaware si rivelò una risorsa inestimabile per Brown e per i suoi organizzatori. Anche se altri abolizionisti, come Frederick Douglass e William Lloyd Garrison, erano contrari alla sua tattica, Brown sognava una lotta armata per creare un nuovo Stato per gli schiavi liberati e si preparò a un'operazione militare; credeva che dopo i primi scontri gli schiavi della regione si sarebbero ribellati, scatenando un'insurrezione in tutto il Sud.
Brown chiese a Tubman di trovare ex schiavi che vivevano nell'attuale Ontario meridionale disposti a unirsi alla sua forza armata, cosa che ella fece. Brown arrivò a Harper's Ferry il 3 luglio. Alcuni giorni dopo, sotto il nome di Isaac Smith, prese in affitto una fattoria nel confinante Maryland ove cominciò ad attendere l'arrivo delle reclute; ma esse non raggiunsero i numeri che si attendeva. Alla fine di agosto s'incontrò per l'ultima volta con Douglass a Chambersburg (Pennsylvania) e qui rivelò all'amico tutto il piano; Douglass espresse forti riserve e rifiutò di prendere parte alla spedizione. L'ex schiavo e futuro leader del movimento per i diritti civili degli afroamericani (1865-1896) era a conoscenza dei piani di Brown dai primi mesi del 1859 e aveva già compiuto una serie di tentativi per scoraggiare i neri dall'arruolarsi.

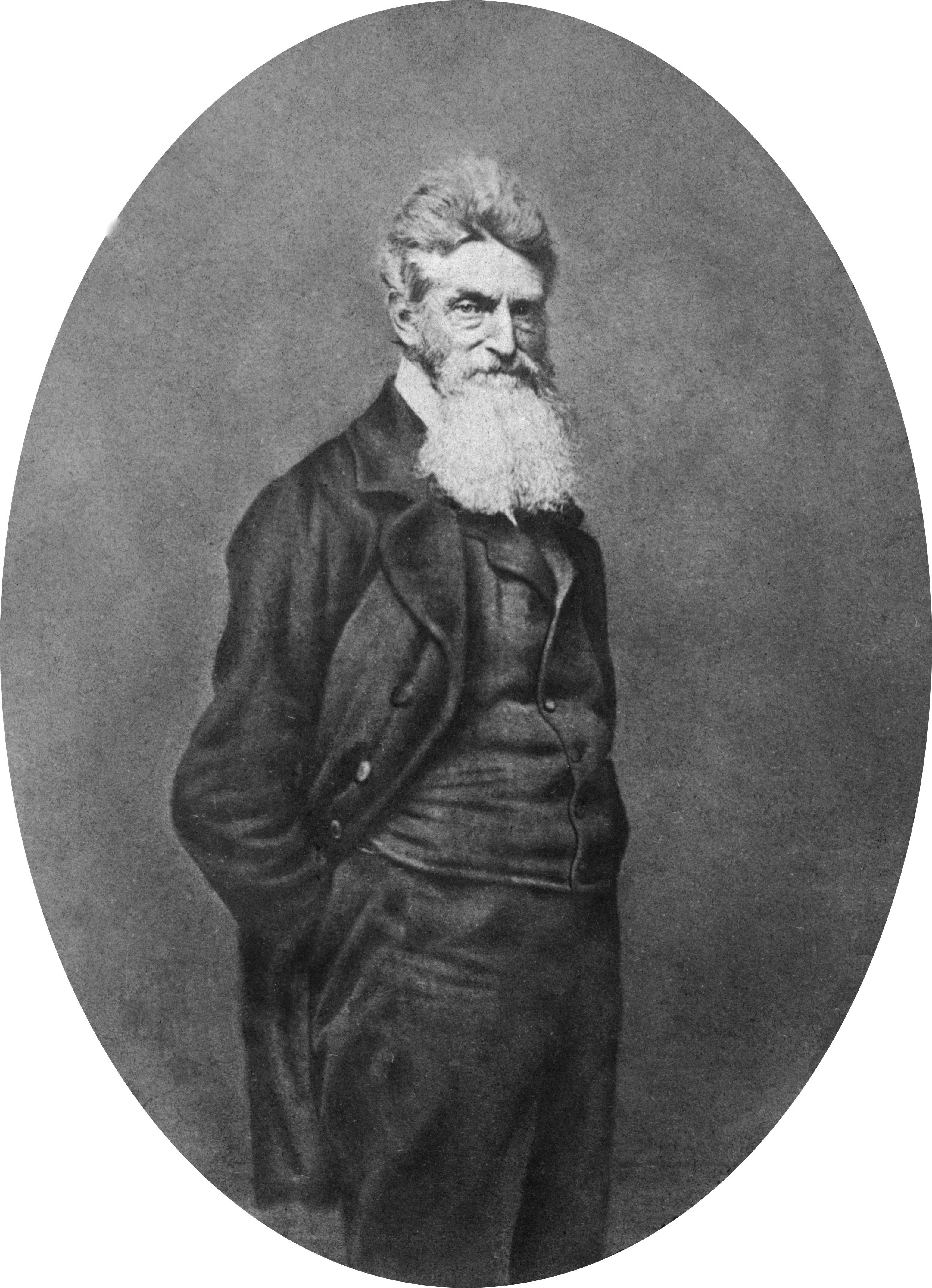
Il capitano tra il 1858 e il 1859 si lasciò crescere una folta barba.

Alla fine di settembre Charles Blair spedì 950 picche, che arrivarono a destinazione alla Kennedy Farm. La bozza del piano stilato da Kagi prevedeva una brigata di 4.500 uomini, ma Brown ne possedeva solamente 21 (16 bianchi e 5 neri, di cui tre liberi, uno schiavo liberato e uno fuggiasco) di età compresa tra 21 e 49 anni. In dodici avevano già partecipato alle incursioni svolte nel corso del Bleeding Kansas. La sera del 16 ottobre, lasciando tre uomini come retroguardia, Brown condusse i 18 all'assalto dell'armeria federale cittadina; portavano con sé almeno 200 "Bibbie di Beecher" calibro 52 e le picche ricevute dalle società abolizioniste del Nord. L'armeria, un grande complesso di edifici, conteneva più di 100.000 moschetti e fucili, che Brown aveva progettato di prendere e utilizzare per armare gli schiavi locali; il piano poi prevedeva di dirigersi a Sud, attirando sempre più schiavi dalle piantagioni e combattendo solo per autodifesa. Come testimoniò la famiglia del capitano e lo stesso Frederick Douglass, la sua strategia era di ridurre il numero di schiavi in Virginia al punto di far crollare l'istituzione schiavista in una contea dopo l'altra, e successivamente di estendere il movimento di rivolta all'intero profondo Sud, provocando un'irreversibile crisi economica degli Stati basati sullo schiavismo.
Inizialmente l'incursione si svolse secondo i piani previsti e non incontrò nessuna resistenza entrando in città; Brown e i suoi tagliarono i fili del telegrafo e occuparono facilmente l'armeria, sorvegliata da un unico guardiano, un civile. In seguito presero ostaggi dalle fattorie vicine, tra cui il colonnello Lewis Washington, pronipote di George Washington. Due degli ostaggi morirono nel corso del raid. Gli uomini di Brown s'impegnarono a diffondere la notizia agli schiavi locali, dicendo che la loro liberazione era a portata di mano.
La situazione iniziò a cambiare quando un treno diretto a est della "Baltimore & Ohio Railroad" si avvicinò alla stazione. Gli uomini di Brown volevano fermare il treno, ma l'addetto ai bagagli e responsabile della stazione, Heyward Shepherd (un afroamericano libero) oppose resistenza e fu ucciso. Per qualche ragione rimasta oscura, dopo la sparatoria Brown permise al treno di riprendere il viaggio. Alla stazione successiva, A. J. Phelps, uno dei conducenti del treno, inviò un telegramma a W. P. Smith, direttore dei trasporti della linea ferroviaria a Baltimora:
Il treno espresso diretto ad Est, sotto la mia custodia, è stato fermato stamattina alla stazione di Harper's Ferry da un gruppo di abolizionisti armati. Hanno il possesso del ponte e dell'intera armeria federale. Io stesso, assieme al responsabile dei bagagli, siamo stati presi a fucilate; Hayward è ferito molto gravemente. È stato colpito in pieno petto, la palla gli è entrata nel corpo sotto la scapola sinistra ed è uscita sotto il lato sinistro del tronco.»
Da Baltimora la notizia arrivò a Washington nella tarda mattinata. Nel frattempo gli agricoltori locali, i commercianti e la milizia accorsero e bloccarono i ribelli all'interno dell'armeria, tenendoli sotto tiro dalle alture dietro la cittadina. Alcuni locali rimasero uccisi dagli uomini di Brown.

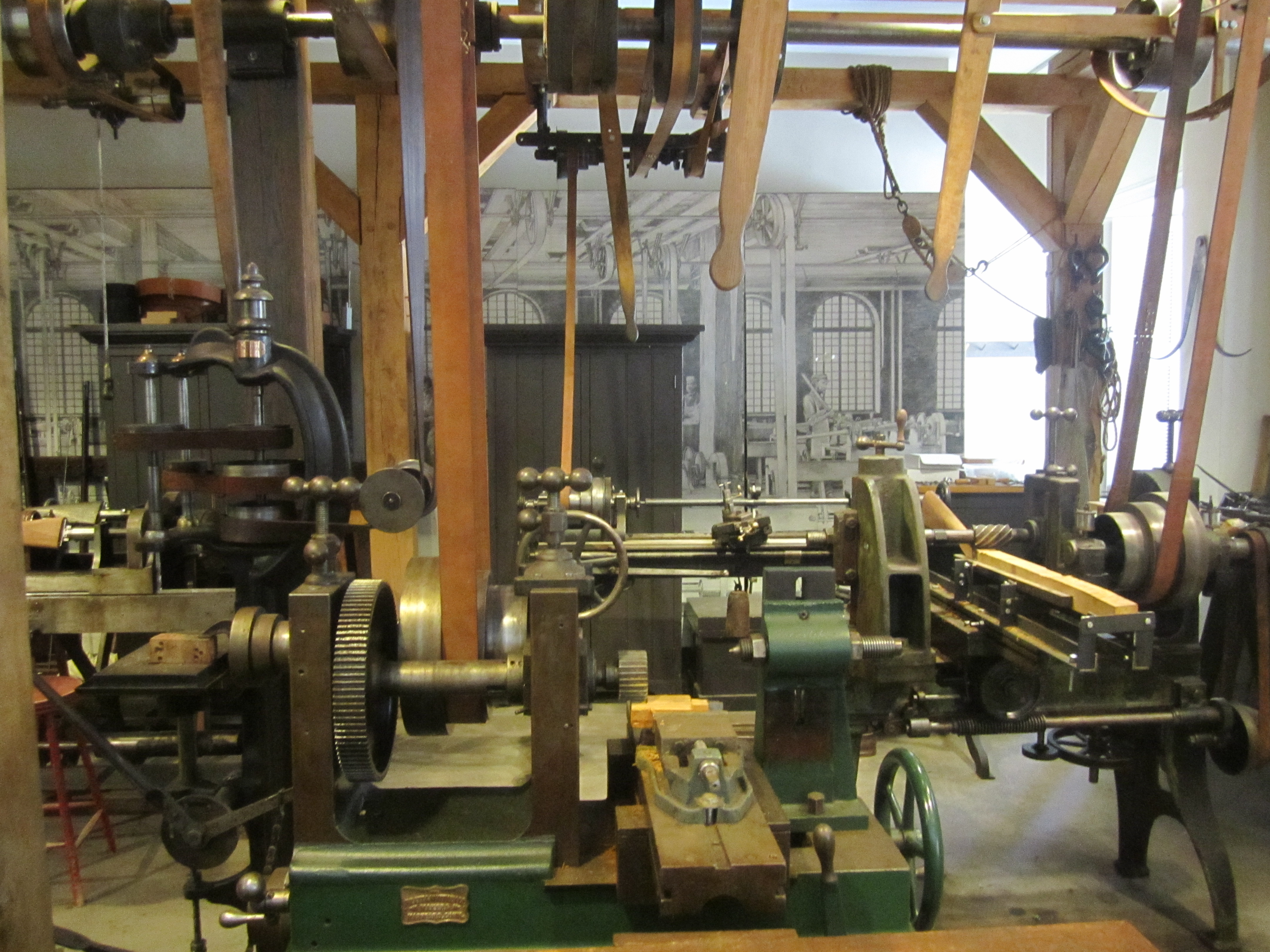
Parte dei macchinari presenti all'interno del Fortino di John Brown all'"Harpers Ferry National Historical Park".

A mezzogiorno una compagnia di miliziani prese possesso del ponte impedendo in tal maniera ogni via d'uscita; Brown allora trasferì i prigionieri e gli uomini rimasti accanto a lui nella sala antincendio, un piccolo edificio di mattoni posto all'ingresso dell'armeria (il fortino di John Brown). Porte e finestre vennero sbarrate, dopo di che furono aperte delle feritoie attraverso i muri presi a picconate. Le forze assedianti accerchiarono l'edificio e iniziarono gli scambi di colpi di arma da fuoco. Brown inviò il figlio Watson e un altro del gruppo verso l'esterno con una bandiera bianca, ma dalla folla partirono colpi che li uccisero. Esplose una furiosa sparatoria e anche l'altro figlio di Brown, Oliver, fu gravemente ferito. Implorando di essere ucciso per non soffrire più, il padre gli risponderà: "Se devi morire, muori come un uomo!" Pochi minuti dopo Oliver moriva. Gli scambi di colpi proseguirono per l'intera giornata.
La mattina del 18 ottobre quello che era oramai diventato per tutti il "fortino di John Brown" si trovò circondato da una compagnia dell'United States Marine Corps sotto il comando del primo tenente Israel Greene e con il colonnello Robert Edward Lee dell'United States Army alla guida generale delle operazioni. L'ufficiale James Ewell Brown Stuart si avvicinò al "fortino" gridando agli assediati che le loro vite sarebbero state risparmiate se si fossero arresi. Brown rifiutò rispondendogli: "No, preferisco morire qui!"; Stuart quindi diede un segnale: i marine utilizzarono mazze e un ariete improvvisato per abbattere la porta della sala antincendio. Il tenente Greene ridusse all'angolo Brown colpendolo più volte e ferendolo al capo: in tre minuti di azione il capitano e i sopravvissuti si ritrovarono prigionieri.
Complessivamente, Brown e i suoi uccisero quattro persone e ne ferirono nove; dieci uomini di Brown rimasero uccisi (tra questi i suoi due figli Watson e Oliver), cinque riuscirono a fuggire (tra loro Owen Brown), mentre sette furono catturati con il capitano. Tra le vittime vi erano John Henry Kagi, Lewis Sheridan Leary e Dangerfield Newby; tra quelli poi impiccati - oltre a Brown - vi furono John Anthony Copeland Jr. e Shields Green.

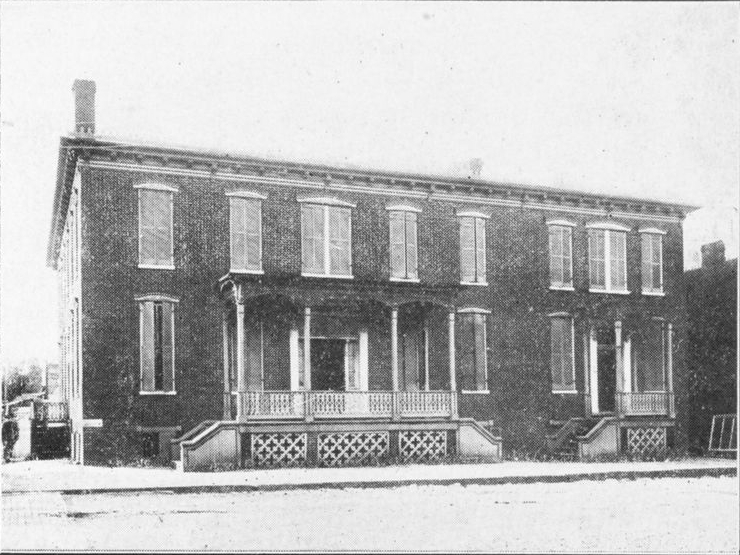
La prigione in cui fu rinchiuso John Brown.

### Prigionia e processo
(John Brown.)
Brown e gli altri catturati furono custoditi inizialmente nell'ufficio dell'armeria. In giornata giunsero anche il governatore della Virginia Henry Alexander Wise, il senatore James Murray Mason e il deputato democratico dell'Ohio Clement Vallandigham (futuro Copperheads). Mason guidò l'interrogatorio, durato per 3 ore.

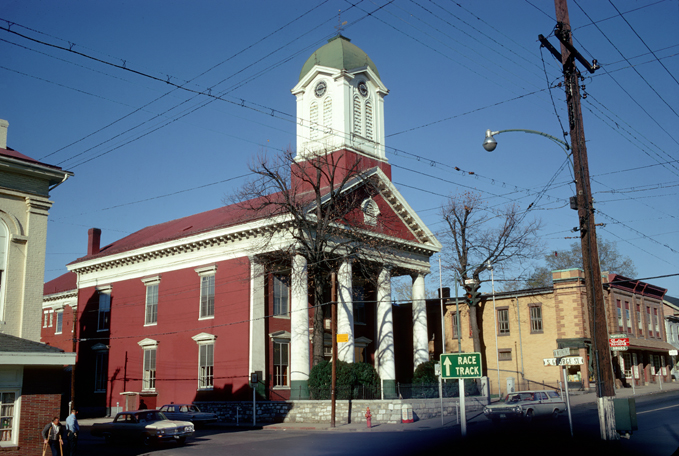
Il vecchio Jefferson County Courthouse di Charles Town, nella contea di Jefferson (Virginia Occidentale).

Sebbene l'attacco fosse avvenuto su un terreno di proprietà federale, Wise ordinò che Brown e i suoi uomini venissero processati in Virginia, a Charles Town, la vicina capitale della contea di Jefferson situata a sette miglia ad Ovest di Harper's Ferry (forse per evitare la pressione politica del Nord sul governo federale o una seppur improbabile grazia presidenziale).

L'aula in cui si tenne il processo a carico del capitano Brown.

Il procedimento penale ebbe inizio il 27 ottobre, subito dopo che un medico dichiarò che Brown - ancora ferito - poteva essere sottoposto a processo. Fu accusato dell'omicidio di quattro bianchi e un nero, di cospirazione per indurre a una rivolta di schiavi e di tradimento contro lo Stato della Virginia. Vennero assegnati a Brown una serie di avvocati, tra i quali Lawson Botts, Thomas C. Green, Samuel Chilton di Washington e George Henry Hoyt; ma fu Hiram Griswold, un legale di Cleveland, a concludere l'arringa della difesa già il 31 ottobre. In essa Griswold sostenne che Brown non poteva essere riconosciuto colpevole di tradimento nei confronti di uno Stato verso il quale non aveva alcun obbligo di lealtà e del quale non era neppure residente; che il capitano non aveva ucciso nessuno in prima persona e inoltre che il fallimento a cui era andato incontro l'incursione indicava chiaramente che non vi era stata alcuna cospirazione con gli schiavi.
Andrew H. Hunter, il procuratore distrettuale locale, presentò gli argomenti conclusivi per l'accusa.
(John Brown.)
Il 2 novembre, dopo un processo durato una settimana e 45 minuti di deliberazione il grand jury dichiarò Brown colpevole di tutte le tre accuse e fu condannato alla pena di morte tramite impiccagione pubblica da eseguirsi un mese dopo, secondo le leggi della Virginia. In risposta alla sentenza, l'intellettuale Ralph Waldo Emerson commentò che "John Brown rese il patibolo glorioso come la crocifissione di Cristo". Anche Henry David Thoreau, abolizionista nonviolento, si schierò dalla parte di Brown scrivendo un pamphlet intitolato Apologia per John Brown (Plea for Captain John Brown).
I cadetti dell'accademia militare della Virginia, sotto la guida del generale Francis Henney Smith e del maggiore Thomas Jonathan Jackson (che si guadagnò il soprannome di "Stonewall" meno di due anni mentre prestava servizio nelle truppe secessioniste) furono chiamati a sorveglianza, come distaccamento di sicurezza, nell'eventualità che i sostenitori del capitano tentassero un colpo di mano per porlo in salvo.
Durante il mese di prigionia Brown venne autorizzato a inviare e ricevere corrispondenza. Una delle lettere gli giunse da Mahala Doyle, moglie e madre di tre delle vittime del capitano nel massacro del Pottawatomie e recava le frasi: "la vendetta non è mia, ma confesso di sentirmi gratificata nel sentire che sei stato fermato nella tua carriera diabolica a Harper's Ferry..." In un poscritto aggiunse: "Mio figlio John Doyle di cui imploro la vita ora è cresciuto ed è molto desideroso di essere a Charles Town il giorno della tua esecuzione".
Brown rifiutò di essere salvato da Silas Soule, un amico "Jayhawker" del Kansas che era riuscito in qualche modo a infiltrarsi tra il corpo di guardia del carcere della contea con l'intenzione di farlo evadere durante la notte per ricondurlo sano e salvo al Nord. Il capitano rispose che a 59 anni era oramai troppo vecchio per intraprendere una nuova vita da fuggiasco contro le autorità federali e che era ben pronto a morire da martire.
La gran parte delle lettere inviate dal prigioniero a conoscenti e familiari - e rimaste per i posteri - trasuda toni elevati di spiritualità, la ferma convinzione di essere dalla parte del giusto e la fierezza di aver compiuto ciò che riteneva suo dovere. Pubblicate sulla stampa del Nord, le missive contribuirono a conquistare alla causa un numero crescente di sostenitori, mentre fecero simultaneamente infuriare molti bianchi sudisti.
(John Brown.)
Il 1º dicembre la moglie arrivò in treno per condividere in prigione il suo ultimo pasto; le venne però negato il permesso di rimanere per la notte, spingendo così Brown a perdere la calma per l'unica volta durante quello che già tra i suoi molti simpatizzanti si definiva come la "via verso il calvario".

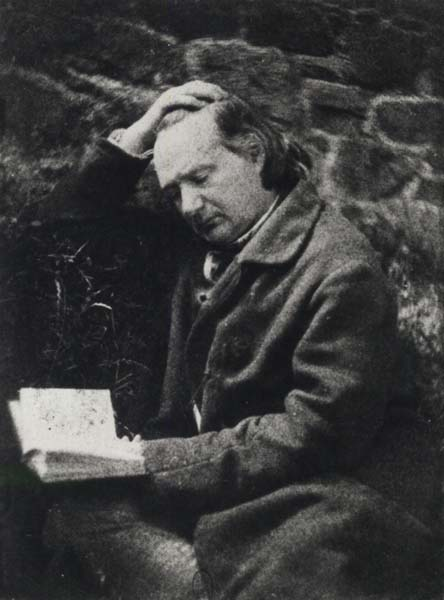
Victor Hugo, autore de I miserabili, inviò una lettera aperta chiedendo la grazia per il capitano Brown.

### Reazione di Victor Hugo
Victor Hugo, dal suo esilio nel Guernsey, tentò di ottenere l'assoluzione per John Brown: mandò una lettera aperta che fu pubblicata dalla stampa di entrambi i lati dell'Oceano Atlantico (e compresa nel successivo testo Atti e parole). Stilato alla "Hautesville House" il 2 dicembre del 1859, metteva in guardia contro una possibile guerra civile:
Fate sapere all'America, e che ci rifletta su bene, che c'è qualcosa di più spaventoso di Caino che uccide Abele, ed è George Washington che uccide Spartaco.»
La lettera venne inizialmente pubblicata sul London News e fu rapidamente riprodotta in innumerevoli copie. Dopo l'esecuzione di Brown il celebre scrittore francese scrisse una serie di lettere aggiuntive sul capitano e sulla causa dell'abolizionismo.
I sostenitori di Brown interpretarono gli scritti di Hugo come la prova del sostegno internazionale alla causa contro lo schiavismo. Il commento più noto a raggiungere l'America dall'Europa fu un opuscolo del 1861 intitolato John Brown par Victor Hugo ("John Brown, di Victor Hugo") che includeva una breve biografia del capitano e la ristampa di due delle lettere scritte da Hugo a favore di Brown, compresa quella del 9 dicembre. Il frontespizio dell'opuscolo ritraeva un impiccato ed era un'incisione realizzata dallo stesso scrittore: il capitano era in un brevissimo lasso di tempo divenuto celebre proprio a causa della condanna subita.

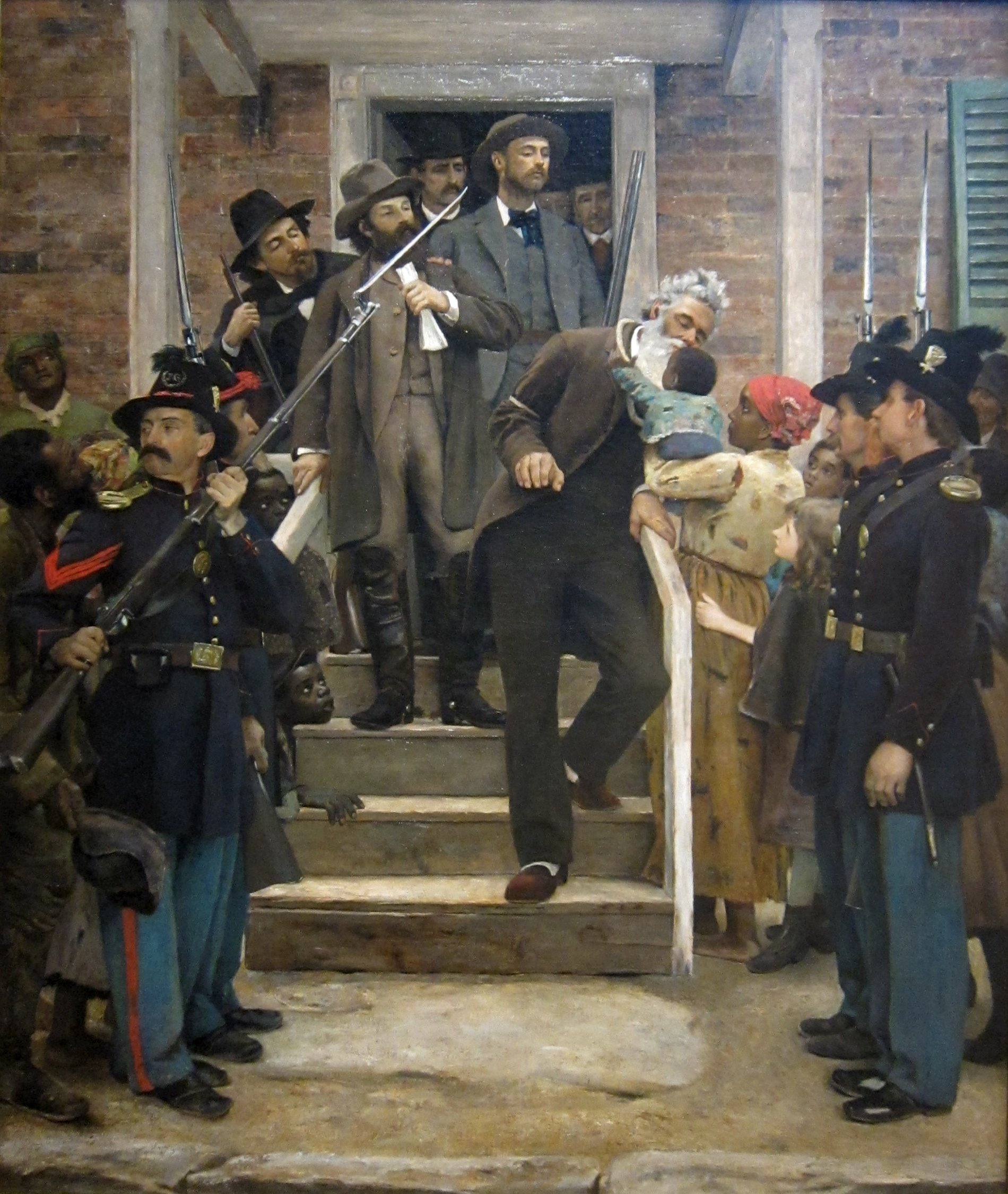
Gli ultimi momenti prima dell'esecuzione, quadro del Museo DeYoung, 1884

(Raimondo Luraghi, Storia della guerra civile americana BUR 1994, Vol. I, pp. 147-148)

## Morte e conseguenze
La mattina del 2 dicembre John Brown lasciò un breve messaggio come testamento spirituale; esso si rivelò acutamente profetico:
Lesse devotamente la propria Bibbia e scrisse un'ultima lettera indirizzata alla moglie, che conteneva anche il proprio testamento civile. Alle 11 del mattino fu scortato dalla prigione attraverso uno schieramento di 2.000 soldati, fino a giungere a pochi isolati di distanza in un piccolo campo, là ove erano state erette le forche. Tra i presenti vi furono il futuro generale confederato "Stonewall" Jackson e il giovane attore John Wilkes Booth (futuro attentatore di Abraham Lincoln) che aveva preso in prestito una divisa da miliziano per poter essere ammesso all'esecuzione). Il poeta nazionale Walt Whitman (già famoso per Foglie d'erba e di lì a poco infermiere impegnato nell'assistenza dei feriti dell'Union Army) in Year of Meteors descrisse accuratamente l'evento.
Brown fu accompagnato dallo sceriffo e dai suoi assistenti, ma da nessun pastore religioso in quanto aveva costantemente respinto il clero schiavista. Poiché la regione era in preda all'isteria collettiva, molti dei presenti che venivano dal Nord, compresi i giornalisti, si trovavano in una situazione di costante pericolo, ed era assai improbabile che un ecclesiastico abolizionista avrebbe potuto essere al sicuro se solo avesse cercato di fargli visita.
(Raimondo Luraghi, Storia della guerra civile americana BUR 1994, pag. 145.)

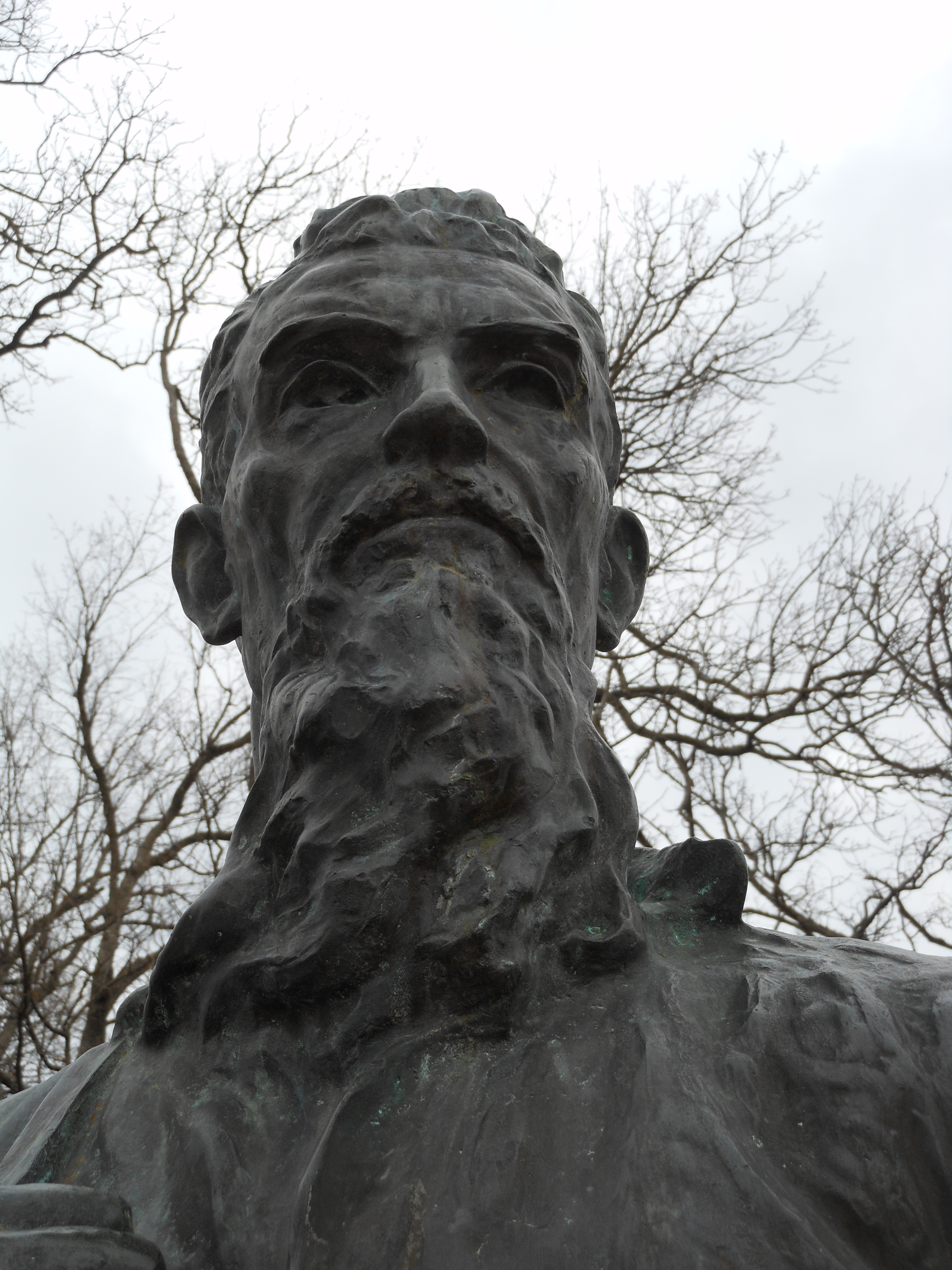
Primo piano della statua inaugurata nel 1933 dedicata al capitano.

Scelse così di non ricevere alcun servizio religioso né in carcere né sul patibolo. Fu impiccato alle 11:15 e dichiarato morto alle 11:50, dopo 35 minuti di agonia; il suo corpo venne posto in una bara di legno con il cappio ancora avvolto attorno al collo. La cassa fu quindi issata su un treno in partenza per inviarla alla sua casa di famiglia a New York per la sepoltura.
Al Nord intanto si svolgevano grandi riunioni e celebrazioni commemorative, si suonarono le campane delle chiese, si spararono colpi di cannone e scrittori famosi come Emerson e Thoreau si unirono a molti altri per lodare apertamente Brown.

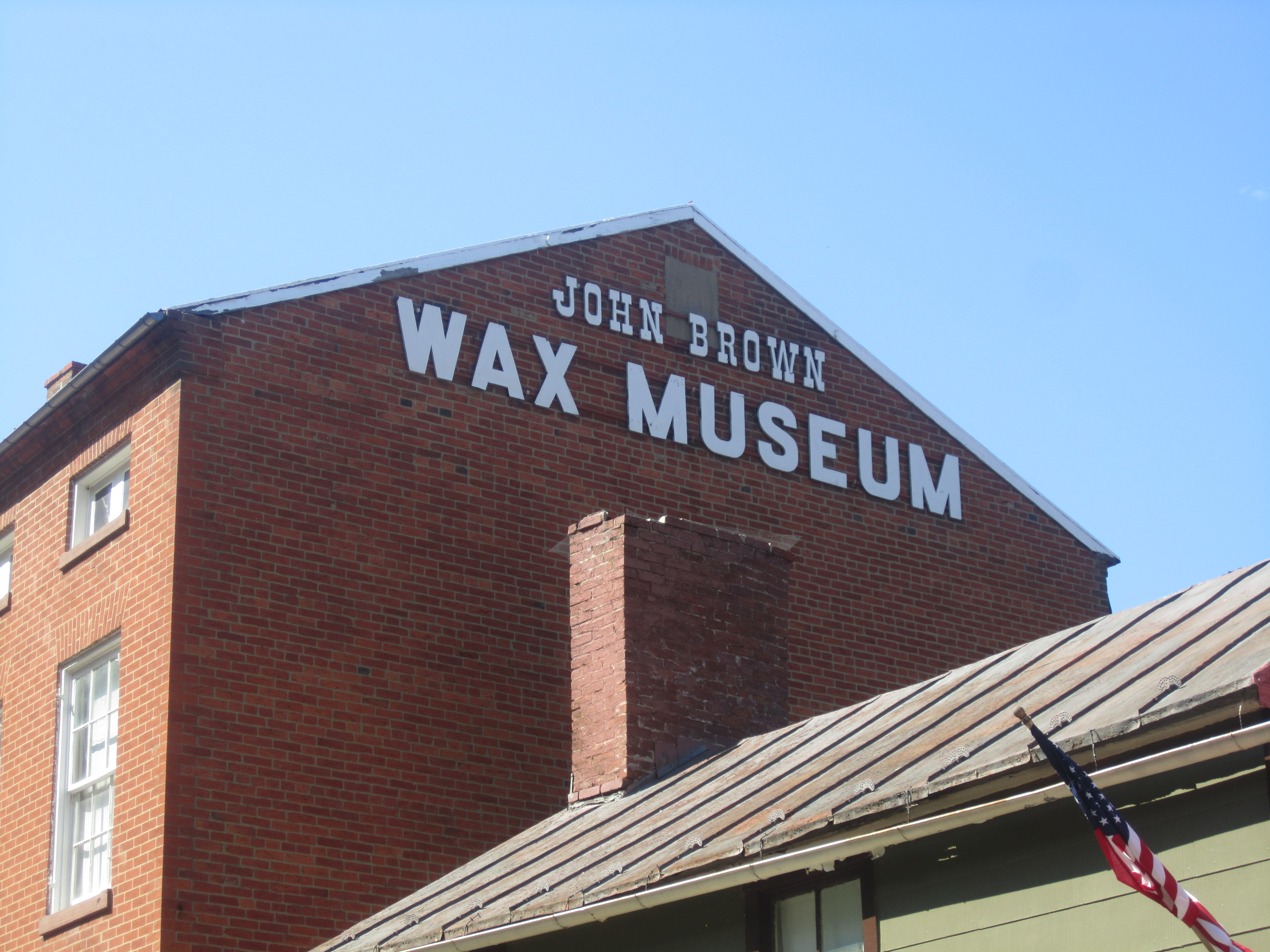
Il John Brown Wax Museum ad Harper's Ferry.

(Raimondo Luraghi)

### Conseguenze del raid
Si ritiene che l'azione compiuta contro Harper's Ferry abbia ricoperto un ruolo importante nel preparare la nazione a una guerra civile. I proprietari di schiavi del Sud, ascoltando le prime notizie secondo cui centinaia di abolizionisti erano coinvolti nel raid, furono tranquillizzati dal fatto che l'incursione si fosse dimostrata così poco preparata, ma temettero che altri avessero potuto emulare il gesto di Brown per cercare di guidare una rivolta generale di schiavi.
In tutto il profondo Sud s'iniziò a riorganizzare il decrepito sistema della milizia statale; questo, ben consolidatosi entro il 1861, divenne una forza armata pronta e disponibile. Ciò rese i secessionisti inizialmente molto meglio preparati allo scontro rispetto al Nord.
Gli esponenti sudisti del Partito Democratico denunciarono l'incursione come una conseguenza inevitabile del programma politico del neonato Partito Repubblicano, che associarono strettamente all'abolizionismo. Alla luce delle imminenti elezioni presidenziali del 1860 i Repubblicani cercarono di prendere le distanze il più possibile da Brown, condannando il raid e condannando il suo leader come un folle fanatico.
Come spiega lo storico Daniel W. Crofts, Brown ottenne il successo postumo di polarizzare la sfida politica: "l'incursione di Brown riuscì brillantemente, difatti piantò un cuneo nella già provvisoria e fragile dialettica tra Repubblicani e i loro oppositori e contribuì a intensificare la radicalizzazione su base geografica che presto divise il Partito Democratico e l'Unione stessa.".
Molti abolizionisti del Nord presero subito a considerare Brown come un martire, sacrificatosi per i peccati della nazione; poco dopo l'evento William Lloyd Garrison pubblicò un editoriale nel Liberator giudicando l'assalto di Brown come "ben intenzionato, ma tristemente malgestito" e "selvaggia e futile". Il celebre giornalista tuttavia ne difese il personaggio dai detrattori della carta stampata sia del Nord sia del Sud, dichiarando che coloro che sostenevano i principi della rivoluzione americana non avrebbero mai potuto opporsi in modo coerente al raid di Brown. Il giorno in cui il capitano subì l'impiccagione Garrison ribadì il punto della questione a Boston: "ogni qualvolta nascano, non posso che augurare il massimo successo possibile a tutte le insurrezioni di schiavi".
Al termine della guerra civile Frederick Douglass scrisse: "il suo zelo nei confronti della causa della mia razza era molto più grande del mio - era come il sole ardente davanti alla mia luce sbiadita - la mia era limitata dal tempo, la sua tesa verso le sconfinate rive dell'eternità. Io potevo vivere per lo schiavo, mentre Brown poteva morire per lui".

## Eredità
perché entrambi erano ugualmente reali.»
(Henry David Thoreau)

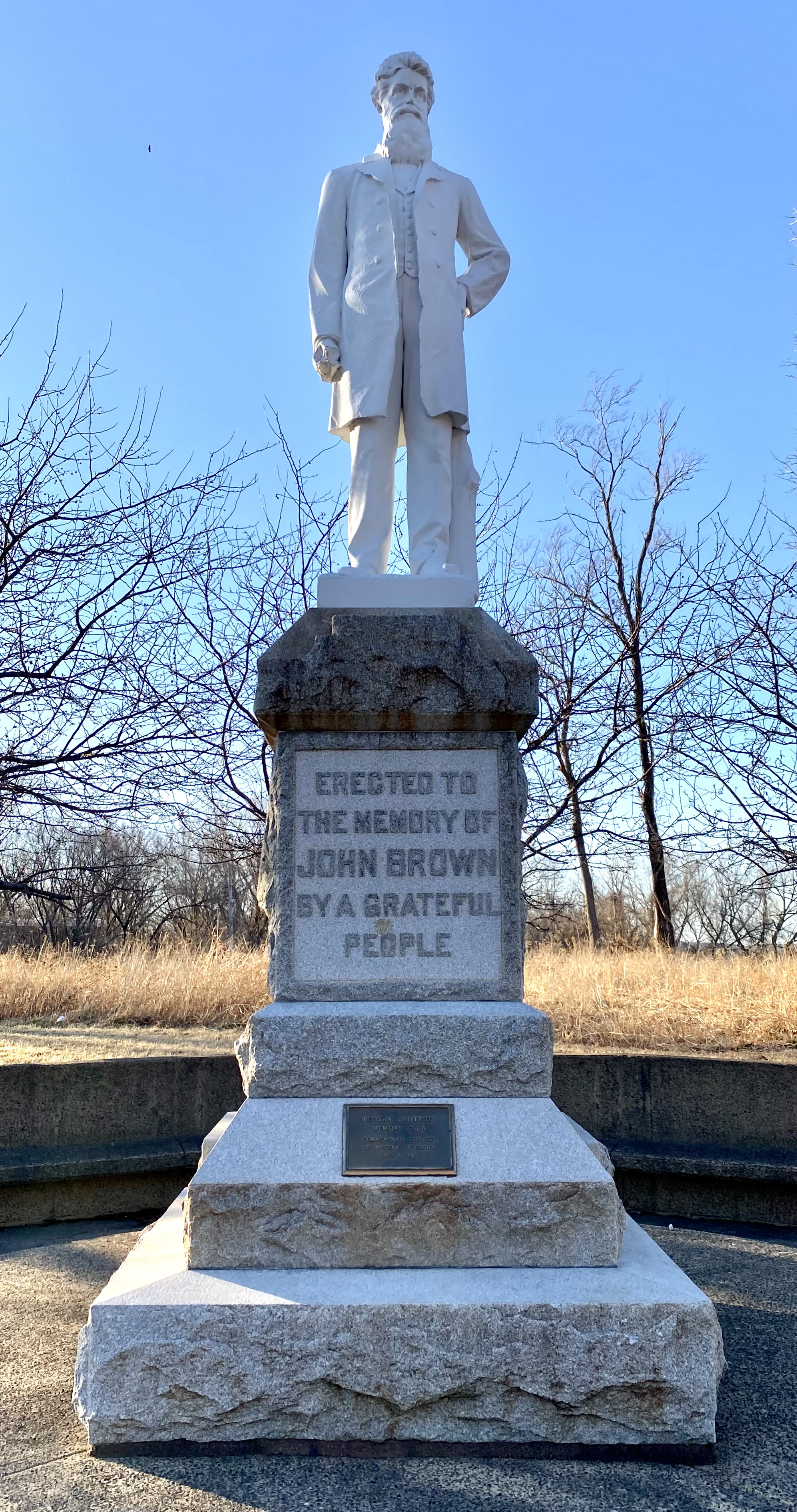
Statua del 1911 in marmo bianco a grandezza naturale alla memoria di John Brown a Kansas City (Kansas).

Molti dei futuri leader del movimento per i diritti civili degli afroamericani (1865-1896) - Martin Robison Delany, Henry Highland Garnet, Frederick Douglass, Harriet Tubman - all'epoca dei fatti conoscevano e rispettavano Brown: le attività commerciali degli afroamericani in tutto il Nord tennero abbassate le serrande in segno di lutto il giorno della sua esecuzione.
Poco dopo la sua morte lo stesso Victor Hugo predisse che "avrebbe aperto una fenditura latente che avrebbe finito con il separare l'Unione"; molti poeti e letterati risposero all'evento con la loro ispirazione.
Nel 1863 Julia Ward Howe scrisse quello che sarebbe rapidamente divenuto l'inno maggiormente popolare della guerra civile, The Battle Hymn of the Republic, sulle note di John Brown's Body e che includeva la frase "come morì per rendere santi gli uomini, lasciamoci morire per rendere gli uomini liberi", assimilando il sacrificio di Brown a quello di Gesù Cristo.
Gli scrittori continuano a discutere vigorosamente sulla personalità, la sanità, le motivazioni, la moralità e la relazione di Brown con l'abolizionismo; ad esempio, nel suo postumo The Impending Crisis, 1848-1861 (1976) David Potter sostenne che l'effetto emotivo del raid di John Brown contro Harpers Ferry superò di gran lunga l'effetto filosofico dei dibattiti Lincoln-Douglas e non fece altro che riaffermare la profonda divisione socio-culturale esistente tra Nord e Sud.

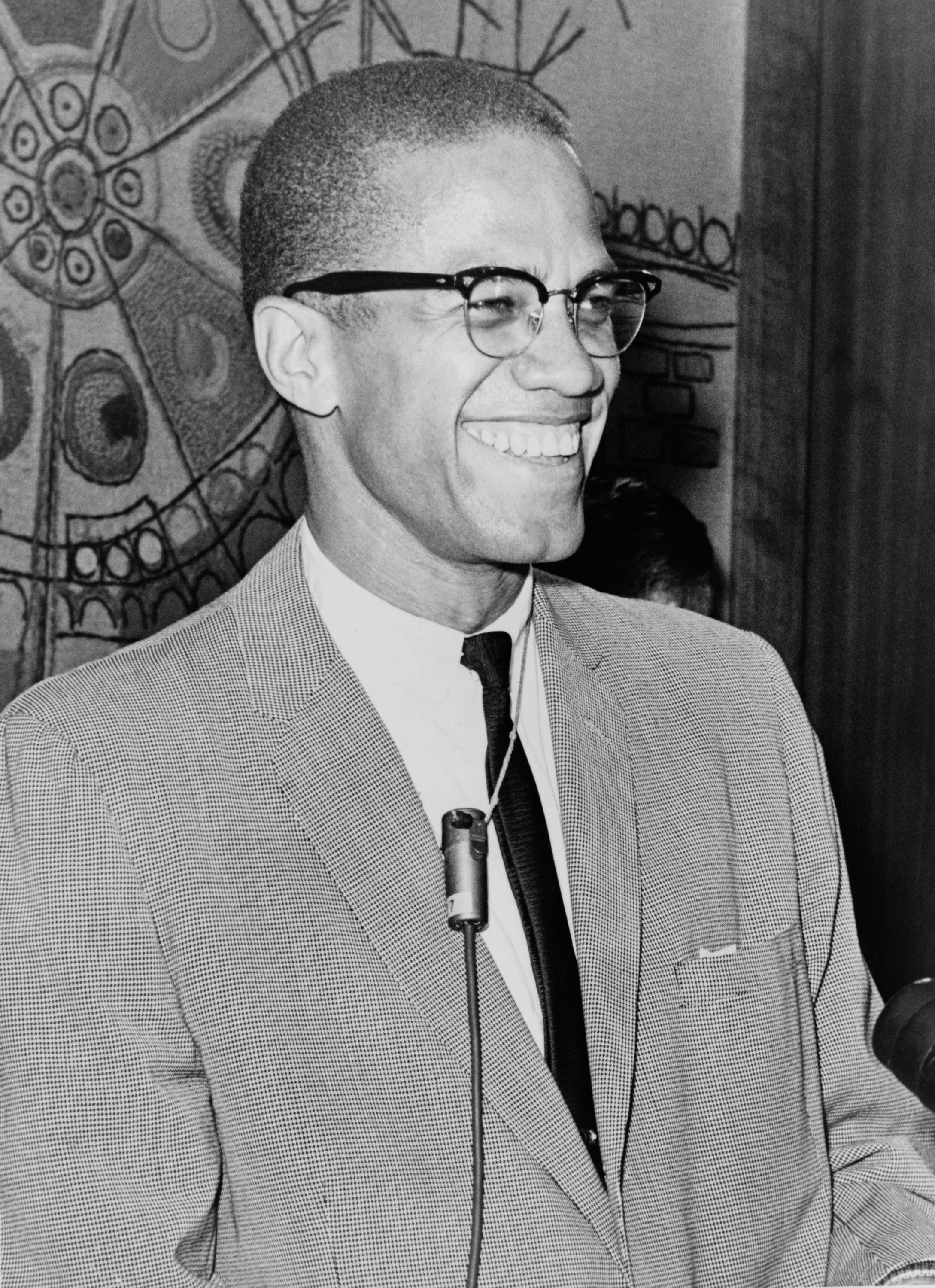
Malcolm X fu un ammiratore del capitano Brown.

Malcolm X disse che i bianchi americani non potevano unirsi alla sua "Organization of Afro-American Unity" del nazionalismo nero, ma che "se John Brown fosse ancora vivo oggi, forse lui potremmo anche accettarlo".
In seguito lo si volle descrivere come un fanatico monomaniacale o all'opposto come un autentico eroe. Nel 1931 le "United Daughters of the Confederacy" e i "Sons of Confederate Veterans" eressero un monumento a Heyward Spencer, l'uomo di colore libero che divenne la prima fatale vittima del raid, rivendicandolo come "rappresentante dei negri a noi vicini, che non avrebbero imbracciato le armi contro il Sud".
Verso la metà del XX secolo alcuni studiosi erano ancora abbastanza convinti che John Brown fosse un fanatico e un assassino, mentre alcuni afroamericani sostenevano una visione decisamente più positiva dell'uomo; il giornalista Richard Owen Boyer considera Brown "un americano che ha dato la sua vita per raggiungere l'obiettivo che milioni di altri americani potessero un giorno essere ugualmente liberi". Altri hanno espresso giudizi altrettanto positivi.
Diverse opere riguardanti Brown pubblicate nel primo scorcio del XXI secolo sono notevoli per la completa assenza di ostilità che ha caratterizzato invece opere del tutto simili un secolo prima (quando le visioni di Lincoln erano state ormai de-empatizzate e avevano subito un forte regresso dopo la fine dell'Era della Ricostruzione tramite le Leggi Jim Crow e la conseguente segregazione razziale negli Stati Uniti d'America.
Il giornalista e scrittore documentarista Ken Chowder considera Brown un "testardo... egoista, ipocrita e talvolta ingannevole, eppure... in certi momenti, un grande uomo" e sostiene che egli sia stato adottato sia dalla sinistra politica che dalla destra e che le sue azioni vennero fatte "ruotare" per adattarsi alla visione del mondo predominante in vari momenti della storia americana.
Gli autori Toledo (2002), Peterson (2002), DeCaro (2002, 2007), Reynolds (2005) e Carton (2006) apprezzano criticamente la storia di Brown, ponendosi così decisamente lontano dalle opinioni degli scrittori precedenti; il passaggio a una prospettiva di apprezzamento su Brown sposta molti storici bianchi verso la visione a lungo sostenuta dagli studiosi neri come William Edward Burghardt Du Bois, Benjamin Arthur Quarles e Lerone Bennett, Jr.

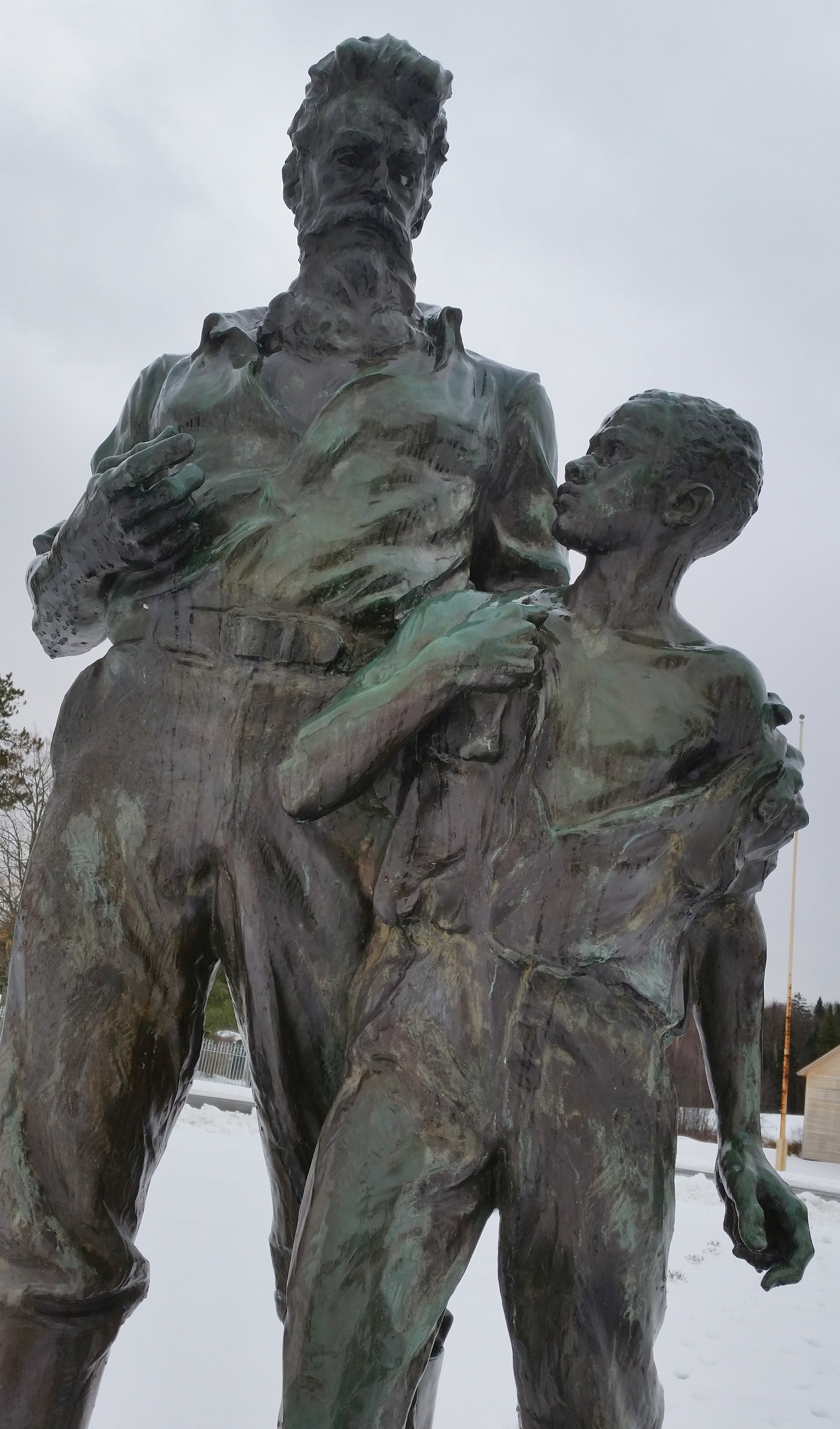
John Brown che libera un giovane schiavo, statua eretta alla memoria nel 1935 a New York.

### Storiografia
Gli storici affermano che l'incursione contribuì all'aumento di tensioni che, un anno dopo con l'elezione di Lincoln presidente fortemente antischiavista, sfoceranno nella secessione degli stati schiavisti del Sud e nella conseguente guerra di secessione americana:
- Il biografo Richard Owen Boyer disse che era "un Americano che diede la sua vita perché milioni di suoi concittadini potessero essere liberi";[148]
- Il biografo Stephen B. Oate lo descrisse come "criticato come un sognatore folle (...) [ma] in realtà uno degli esseri umani più acuti della sua generazione";[149]
- Il biografo David S. Reynolds gli diede il merito di aver iniziato la guerra di secessione o meglio di aver ucciso la schiavitù e mette in guardia i colleghi che non la pensano come lui dal guardarsi bene dall'identificarlo come terrorista.[150] Egli lo vede come l'ispiratore del movimento per i diritti civili un secolo più tardi, argomentando la medesima idea sopra esposta;[151]
- Lo storico Paul Finkelman lo prende in considerazione nelle sue ricerche come un "semplice membro di un mondo violento" e attesta che Brown è "un cattivo tattico, stratega, pianificatore e generale - ma che non è pazzo";[148]
- Il biografo Louis A. DeCaro Jr., che ha chiarito molti punti della vita precedente e la carriera pubblica, conclude che nonostante egli fosse "abolizionista soltanto perché equiparava la schiavitù col peccato, la sua lotta contro la schiavitù era molto più personale e religiosa di quanto lo fosse per molti abolizionisti, proprio come il suo rispetto e l'affetto per i neri era molto più personale e religioso di quanto non lo fosse per la maggior parte dei nemici della schiavitù";[152]
- Lo storico e documentarista Louis Ruchames scrive: "L'azione di Brown fu frutto di un grande idealismo e ciò gli conferisce un posto accanto ai grandi liberatori dell'umanità";[153]
- Il biografo Otto Scott, introducendo la sua opera, scrive a proposito di Brown: "Nei tardi anni 1850 un nuovo tipo di assassino politico appare negli Stati Uniti. Costui non viene per uccidere i buoni ma i cattivi... i suoi propositi sono gli stessi dei suoi predecessori più remoti: costringere la nazione ad una nuova linea politica attraverso il meccanismo del terrore";[154]
- Il criminologo James N. Gilbert scrive: "Gli atti di Brown sono conformi alle attuali definizioni di terrorismo, e le sue predisposizioni psicologiche sono coerenti con il modello terroristico";[155]
- Il romanziere Bruce Olds lo chiama "fanatico, (...) ossessionato, (...) uno zelota, e (...) psicologicamente squilibrato";
- Il giornalista Ken Chowder afferma che egli è "testardo (...) egoista, a tratti perfido; e (...) talvolta certo un grande uomo"; Chowder aggiunge che Brown è stato adottato come vessillo sia dalla destra che dalla sinistra, e le sue azioni servono a far fare un testacoda alla concezione del mondo dell'America;[148]

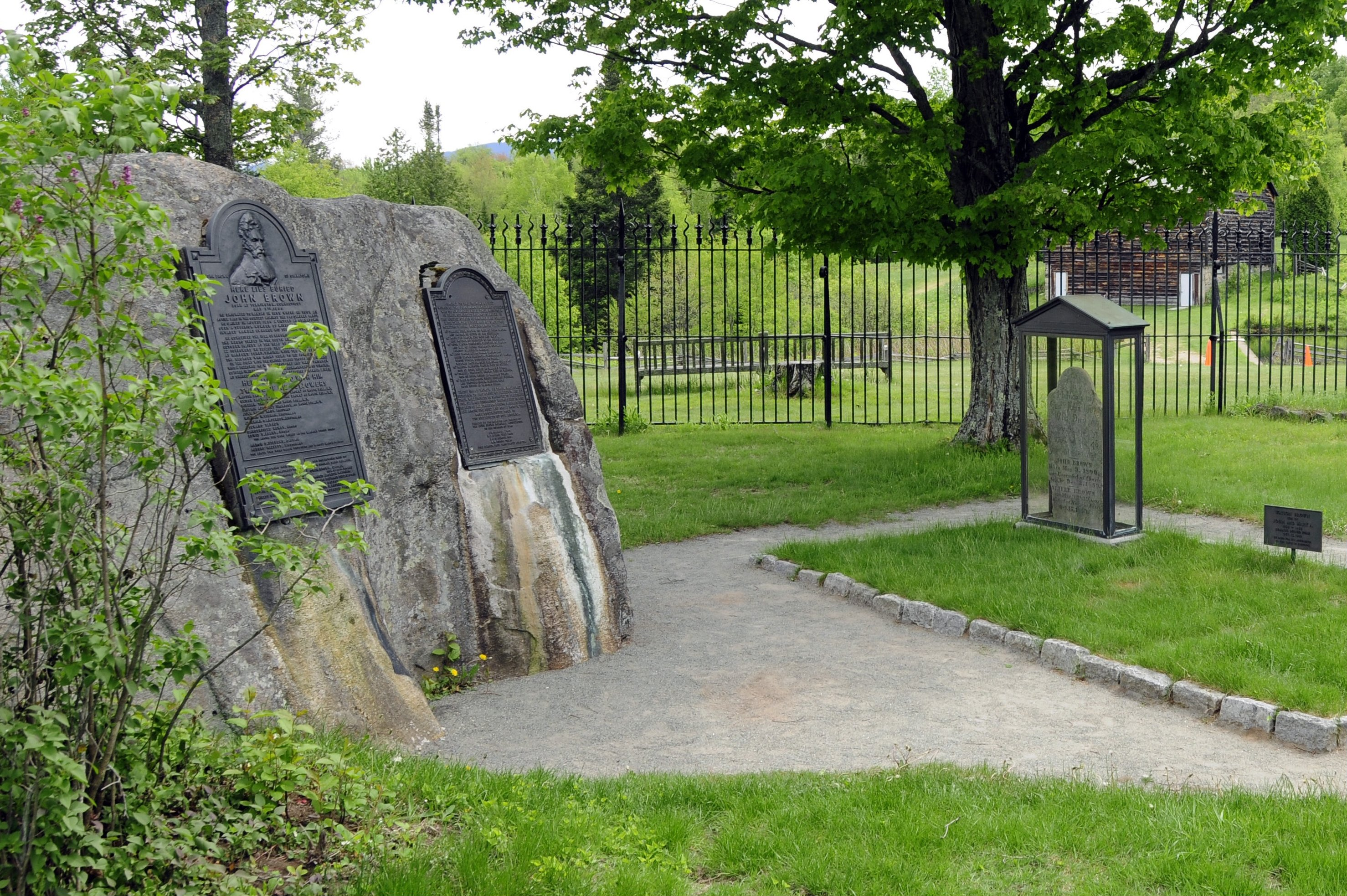
La tomba di John Brown nel 2009.

- L'avvocato Brian Harris scrisse: "In qualunque modo si osservino le conseguenze di Harper's Ferry, e per coloro per cui fu semplicemente un'azione fallimentare che si è conclusa con le evitabili morti di innocenti, non potranno notare che essa ha senz'altro avuto il merito di essere stata posta in essere per i più nobili dei motivi. Ciò non si può dire per la sadica strage di Pottawatomie. Quest'ultima non è stata di alcuna utilità, ma è servita solo per sfogare la rabbia di un vecchio, e ciò va a scapito dell'immagine di Brown.", L'intolleranza: società divise sotto processo, Wildy, Simmonds & Hill, 2008;
- Ci fu anche una Lega Rivoluzionaria intitolata a John Brown organizzata nel 1969 a Houston, in Texas che lavorò con il People's Party II e la Mexican American Youth Organization nella Rainbow Coalition. Giovani gruppi radicali bianchi, neri e messicani-americani (chicani) lavorarono per migliorare le loro comunità di origine. Sia il People's Party II che la John Brown Revolutionary League parteciparono in un assedio armato contro la polizia di Houston il 26 luglio del 1970. Carl Hampton, leader del People's Party II (che più tardi divenne il movimento delle Pantere Nere) fu ucciso negli scontri. Bartee Haile, leader del JBRL fu ferito. 400 sostenitori, in gran parte neri, furono arrestati poco dopo gli scontri;[senza fonte]
- Il documentarista e scrittore Ken Chowder lo definisce "il padre del terrorismo americano";[156]
- I Weathermen, in quello che viene considerato il loro "manifesto politico", gli dedicano un paragrafo: "John Brown è per noi un esempio di dedizione, di fiducia nel potere del popolo di influenzare la storia, di volontà di rischiare il tutto per tutto per la causa della liberazione."[157]

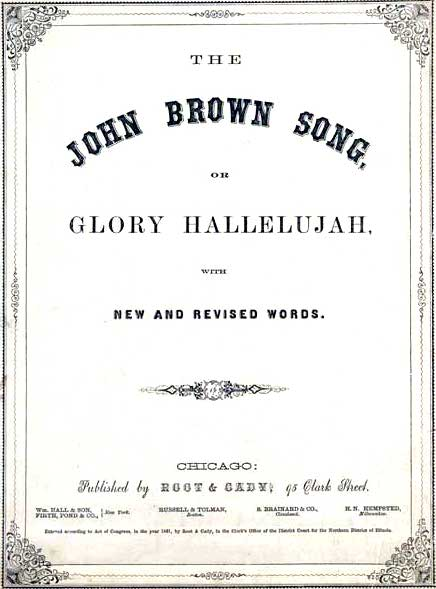
Il frontespizio della canzone John Brown's Body.

### Nelle arti

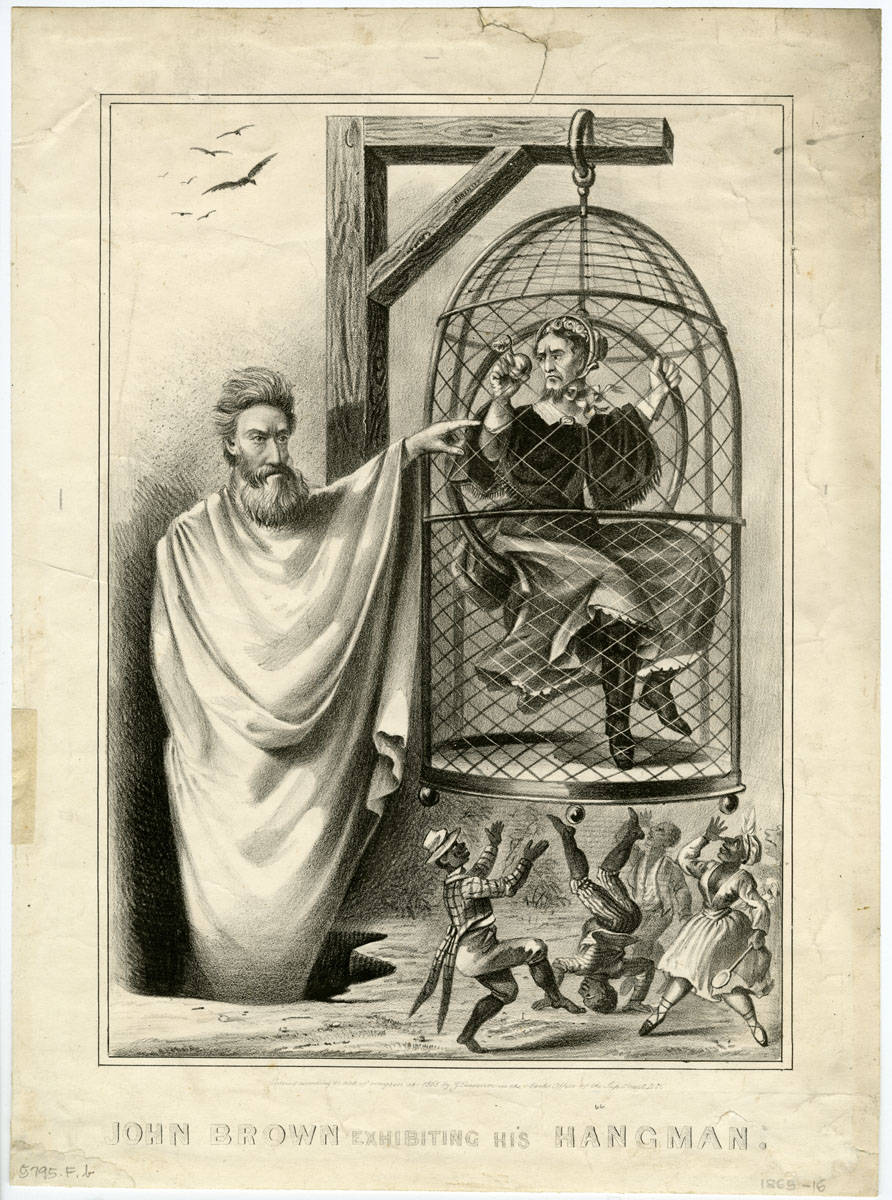
Il fantasma di John Brown che imprigiona in una gabbia per canarini l'ex presidente secessionista Jefferson Davis in abiti muliebri. Ai suoi piedi gli schiavi appena liberati danzano felici (1865).

La condanna a morte di John Brown fornì agli abolizionisti una causa per cui combattere, un martire a cui rifarsi. D'ora in poi, egli diventò un esempio da seguire per i combattenti, e ispirò una canzone che diventò l'inno della causa dell'Unione:
John Brown's body lies a-mold'ring in the grave.
His soul goes marching on.
(Il corpo di John Brown giace nella tomba.
La sua anima marcia tra noi.)
John Brown's Bodyconosciuta in origine come la canzone di John Brown, recitata dai soldati dell'Unione a partire dalla Campagna di Vicksburg e poi durante la Campagna di Atlanta e nel corso della Marcia verso il mare di Sherman
John Brown's body lies a-mouldering in the grave; (3X)
His soul's marching on!
(Coro)
Glory, glory, hallelujah! Glory, glory, hallelujah!
Glory, glory, hallelujah! his soul's marching on!
He's gone to be a soldier in the army of the Lord! (3X)
His soul's marching on!
(Coro)
John Brown's knapsack is strapped upon his back! (3X)
His soul's marching on!
(Coro)
His pet lambs will meet him on the way; (3X)
They go marching on!
(Coro)
They will hang Jeff Davis to a sour apple tree! (3X)
As they march along!
(Coro)
Now, three rousing cheers for the Union; (3X)
As we are marching on!
(Dalla Biblioteca del Congresso)
Versione di William Weston Patton
Old John Brown's body lies moldering in the grave,
While weep the sons of bondage whom he ventured all to save;
But tho he lost his life while struggling for the slave,
His soul is marching on.
John Brown was a hero, undaunted, true and brave,
And Kansas knows his valor when he fought her rights to save;
Now, tho the grass grows green above his grave,
His soul is marching on.
He captured Harper's Ferry, with his nineteen men so few,
And frightened “Old Virginny” till she trembled thru and thru;
They hung him for a traitor, they themselves the traitor crew,
But his soul is marching on.
John Brown was John the Baptist of the Christ we are to see,
Christ who of the bondmen shall the Liberator be,
And soon thruout the Sunny South the slaves shall all be free,
For his soul is marching on.
The conflict that he heralded he looks from heaven to view,
On the army of the Union with its flag red, white and blue.
And heaven shall ring with anthems o'er the deed they mean to do,
For his soul is marching on.
Ye soldiers of Freedom, then strike, while strike ye may,
The death blow of oppression in a better time and way,
For the dawn of old John Brown has brightened into day,
And his soul is marching on

#### Nella letteratura e nel cinema
I due ritratti cinematografici più famosi di Brown sono stati entrambi interpretati dall'attore Raymond Massey. Il film del 1940 I pascoli dell'odio, interpretato da Errol Flynn e Olivia de Havilland, dipingeva Brown in modo completamente antipatico come un pazzo vigliacco; Massey ha aggiunto a questa impressione rappresentandolo con uno sguardo dagli occhi selvaggi. La pellicola ha dato l'impressione di non opporsi alla schiavitù, fino al punto di far dire ad un personaggio della "Mammy", dopo una battaglia particolarmente feroce: "il signor Brown ci ha promesso la libertà, ma... se questa è la libertà, non ne desidero alcuna".
Massey ritraeva Brown di nuovo nel poco noto e a basso budget I sette ribelli, in cui non era solo il personaggio principale, ma bensì anche raffigurato in un modo molto più sobrio e simpatetico.
Massey insieme a Tyrone Power e Judith Anderson ha poi recitato nell'acclamata lettura drammatica del 1953 del poema John Brown's Body (1928), vincitore del premio Pulitzer per la poesia a Stephen Vincent Benét. Tre attori in abito formale hanno recitato in una presentazione di due ore del poemetto. La produzione ha girato per 60 città in 28 differenti Stati.

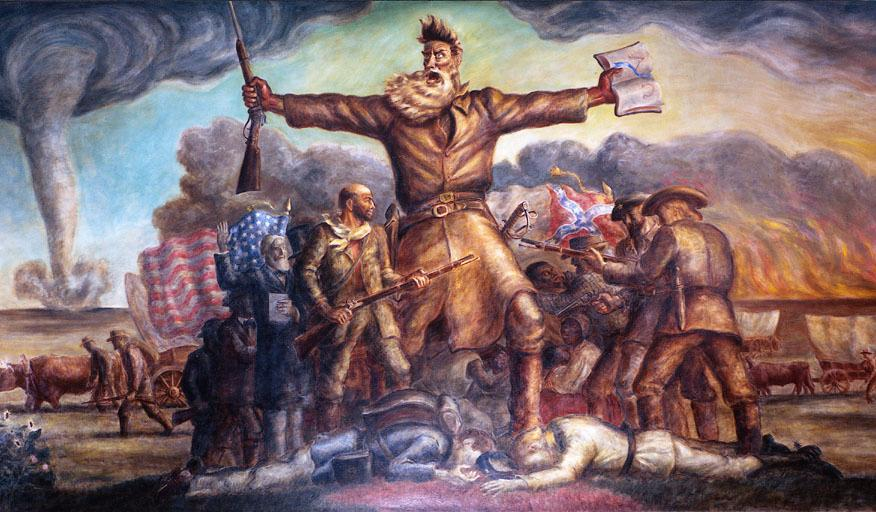
Il murale di John Steuart Curry.

Nel 1938-40 il pittore John Steuart Curry dipinse Tragic Prelude, un murale di Brown con in mano un fucile e una Bibbia, posizionato nel Campidoglio di Topeka.

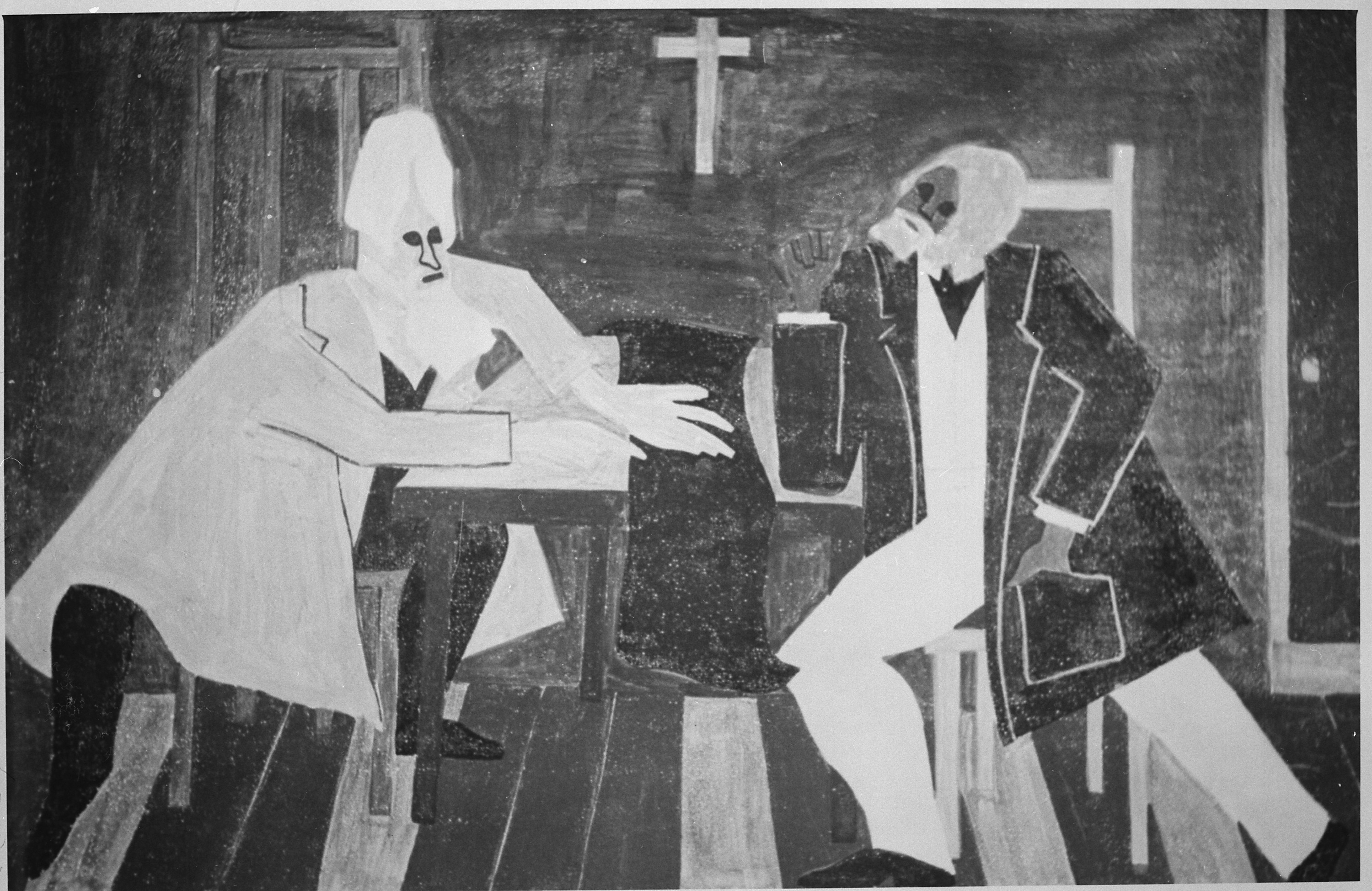
Frederick Douglass argued against John Brown's plan to attack the arsenal at Harpers Ferry, di Jacob Lawrence.

Nel 1941 l'artista afroamericano Jacob Lawrence illustrò la vita di Brown in The Legend of John Brown, una serie di 22 dipinti a guazzo. Nel 1977 queste erano in condizioni così fragili da non poter essere esposte e il Detroit Institute of Arts dovette commissionare a Lawrence di ricreare le serie come serigrafia.
Il risultato è stato un portfolio in edizione limitata di 22 stampe a mano, pubblicate con un poema, John Brown di Robert Hayden, commissionato appositamente per il progetto.
Sebbene Brown fosse stato un argomento popolare per molti pittori The Legend of John Brown fu la prima serie a esplorare la sua eredità da una prospettiva afroamericana. Altri dipinti come The Last Moments of John Brown di Hovenden immortalano una storia apocrifa, in cui una donna nera offre al condannato Brown il suo bambino da baciare mentre va verso la forca. Probabilmente è stato un racconto inventato dal giornalista James Redpath.
Brown è stato anche oggetto di numerose opere letterarie; molti poeti americani hanno scritto poesie su Brown, tra cui John Greenleaf Whittier, Louisa May Alcott e Walt Whitman. Il poeta polacco Cyprian Kamil Norwid scrisse due poesie lodando Brown: "John Brown" e il più noto Do obywatela Johna Brown ("Per il Cittadino John Brown").
Marching Song (1932) è invece un'opera inedita sulla leggenda di John Brown scritta da Orson Welles. Il romanzo biografico del 1998 su John Brown, Cloudsplitter, di Russell Banks è stato finalista del premio Pulitzer; è narrata dal punto di vista del figlio sopravvissuto, Owen Brown.
Il romanzo di James McBride del 2013 The Good Lord Bird racconta la storia di John Brown attraverso gli occhi di un giovane schiavo, Henry Shackleford, che accompagna Brown ad Harper's Ferry. Il romanzo ha vinto il National Book Award del 2013 per la narrativa.
Tra le altre opere letterarie che lo vedono come protagonista abbiamo:
- L'apologia In difesa del Capitano John Brown ove Henry David Thoreau, difendendolo con decisione, lo dipinse come un personaggio dotato delle più nobili virtù e si indignò per il trattamento a lui riservato dallo Stato (ovvero l'impiccagione), dalla stampa e dall'opinione pubblica, che ne misero in ridicolo l'impresa;
- Edwin Arlington Robinson. John Brown (1921). Un monologo drammatico nel quale Brown finge di parlare con sua moglie la notte prima dell'esecuzione;
- Leonard Ehrlich, God's Angry Man (1932)[168].
- Plexus, il secondo libro della "trilogia della crocifissione in rosa" di Henry Miller;
- Nella raccolta di poesie di Langston Hughes a pagina 10 ce n'è una intitolata 16 ottobre nella quale sono celebrate le azioni di John Brown.
- Terry Bisson, Fire on the Mountain (romanzo) (1988)
- Michelle Carla Cliff, Free Enterprise. (1993)
- George MacDonald Fraser, Flashman and the Angel of the Lord (1994). Il protagonista, Harry Paget Flashman, viene coinvolto nel raid di John Brown contro Harpers Ferry; il romanzo contiene sia la descrizione del raid che uno studio sul personaggio di John Brown;
- Bruce Olds, Raising Holy Hell, 1995
- Ann Rinaldi, Mine Eyes Have Seen, 1997
- Geraldine Brooks, March: A Love Story in a Time of War, 2006
- Eric Flint, 1824: The Arkansas War, 2006
- Kevin G. Summers, "His Soul Goes Marching On" in Tales of Moreauvia, volume I, 2008.

### Fonti secondarie
- Barney, William L. "Brown, John". The Civil War and Reconstruction: A Student Companion. New York: Oxford University Press, Inc., 2001.
- DeCaro, Louis A. Jr. "Fire from the Midst of You": A Religious Life of John Brown (2002)
- (EN)  William Edward Burghardt Du Bois John Brown (1909) John Brown (ISBN 0-679-78353-9)
- Paul Finkelman, ed. His Soul Goes Marching On: Responses to John Brown and the Harpers Ferry Raid (1995)
- Furnas, J. C. The Road to Harpers Ferry. New York, William Sloane Associates, 1959
- Goodrich, Thomas War to the Knife: Bleeding Kansas, 1854–1861 (1998).
- Horwitz, Tony. Midnight Rising: John Brown and the Raid That Sparked the Civil War. New York: Henry Holt & Co., 2011.
- Hotchkiss, Jed. "John Brown's Raid." The Confederate Military History. Oct. 27, 2009. John Brown's Raid Archiviato il 10 marzo 2010 in Internet Archive.
- (EN)  Ken Chowder, Il padre del terrorismo americano: un patrimonio americano, 2000,

versione online;
- Laughlin-Schultz, Bonnie. The Tie that Bound Us: The Women of John Brown's Family and the Legacy of Radical Abolitionism. Ithaca, NY: Cornell University Press, 2013.
- Roderick Long, Brown, John (1800–1859), in Ronald Hamowy (a cura di), The Encyclopedia of Libertarianism, Thousand Oaks, CA, SAGE; Cato Institute, 2008,  pp. 39-40, DOI:10.4135/9781412965811.n26, ISBN 978-1-4129-6580-4, LCCN 2008009151, OCLC 750831024.
- Malin, James. John Brown & the Legend of Fifty-Six (1942) (ISBN 0-8383-1021-4)
- Brian McGinty, John Brown's Trial, Harvard University Press, 2009, ISBN 978-0-674-03517-1.
- McGlone, Robert E. John Brown's War against Slavery. Cambridge, CUP, 2009.
- Allan Nevins. Ordeal of the Union. 2 vols. (1947)
- Nichols, Roy F. "The Kansas-Nebraska Act: A Century of Historiography." Mississippi Valley Historical Review 43 (September 1956): 187–212. in JSTOR
- Nudelman, Franny, John Brown's Body: Slavery, Violence, and the Culture of War (2004).
- Oates, Stephen B. To Purge This Land With Blood: A Biography of John Brown (1970).
- Oates, Stephen B. Our Fiery Trial: Abraham Lincoln, John Brown, and the Civil War Era (1979)
- Peterson, Merrill D. (2002): John Brown: The Legend Revisited (ISBN 0-8139-2132-5), storia di come fu trattato Brown
- Potter, David M. The Impending Crisis, 1848–1861 (1976). Premio Pulitzer, scuola scolastica nazionale
- Renehan, Edward J. The Secret Six: The True Tale of the Men Who Conspired with John Brown. 1995.
- Reynolds, David S. (2005): John Brown, Abolitionist: The Man Who Killed Slavery, Sparked the Civil War, and Seeded Civil Rights (2005)
- Rodriguez, Junius P., ed. Encyclopedia of Slave Resistance and Rebellion. Westport, CT: Greenwood, 2006.
- Scott, Otto, The Secret Six: John Brown and The Abolitionist Movement (1979).
- Gunja SenGupta, Bleeding Kansas: A Review Essay (PDF), in Kansas History, n. 24, Winter 2001,  pp. 318-341.
- Smith, Ted A., Weird John Brown: Divine Violence and the Limits of Ethics. Stanford, CA: Stanford University Press, 2015.
- Oswald Garrison Villard, John Brown 1800–1859: A Biography Fifty Years After, Houghton Mifflin, 1910. (Archivio)

### Fonti primarie
- John Brown letters and photos on Kansas Memory, the digital portal of the Kansas State Historical Society
- Louis Ruchames, ed. A John Brown Reader: The Story of John Brown in His Own Words, in the Words of Those who Knew Him (1959)
- Franklin Benjamin Sanborn (ed.) (1891): The Life and Letters of John Brown
- DeCaro, Louis A. Jr. John Brown – The Cost of Freedom: Selections from His Life & Letters (New York: International Publishers, 2007)
- Henry David Thoreau (1859): A Plea for Captain John Brown
- (EN)  Andrew Johnson (1859): Ciò che John Brown ha fatto in Kansas (12 dicembre, 1859): un discorso pronunziato alla Camera dei rappresentanti degli Stati Uniti, 12 dicembre, 1859. Originariamente pubblicato per Il Congressional Globe, I procedimenti ufficiali del Congresso, Pubblicato da John C. Rives, Washington, D. C. 36º congresso, prima sessione, Nuove serie..No. 7, martedì, 13 dicembre, 1859, pagine 105–106. Ricuperato 16 maggio, 2005.

### Altre letture
- Richard Josiah Hinton, John Brown and his men; with some account of the roads they traveled to reach Harper's Ferry, New York: Funk & Wagnalls Company, 1894.
- Hermann Von Holst, John Brown, Boston, Cupples and Hurd, 1889.

### Disponibili online
- (EN)  "John Brown, il buon 'fanatico'" di Clinton Cox (2009)
- (EN)  "Il corpo e il sangue di John Brown" di Ari Kelman: una recensione nei TLS, 14 febbraio, 2007.
- (EN)  Museo Nazionale John Brown sul sito storico Osawatomie, Kansas
- (EN)  Ciò che John Brown ha fatto in Kansas la battaglia di Osawatomie, 1856
- (EN) John Brown, abolizionista, di David Reynolds, 2005, su ku.edu. URL consultato il 5 ottobre 2012 (archiviato dall'url originale il 18 agosto 2006).()
- (EN) Archivi della Virginia Occidentale e storia, su wvculture.org. URL consultato il 5 ottobre 2012 (archiviato dall'url originale l'11 gennaio 2008).
- (EN) Project Gutenberg: Il corpo di John Brown (1928) (testo integrale della canzone) (TXT), su gutenberg.net.au.
- (EN) John Brown, di Edwin Arlington Robinson, 1921, su bartleby.com.